# DDR-Seniorenmeisterschaft im Badminton
Als DDR-Seniorenmeisterschaft wurden im Badminton die Altersklassenmeisterschaften der AK I bis AK IV bezeichnet.
Die Bezeichnung Seniorenmeisterschaft ist dabei etwas irreführend, da in vielen Ländern Seniorenmeisterschaften als Meisterschaften der Erwachsenen angesehen wurden und werden. Diese Erwachsenenkategorie wurde in der DDR im Badminton als Allgemeine Klasse bezeichnet, die Veteranenmeisterschaften dagegen als Senioren- bzw. Altersklassenmeisterschaften. Die Altersklassen AK I bis AK IV standen dabei für das Erreichen eines gewissen Mindestalters. Dieses geforderte Mindestalter variierte in den 30 Jahren der Austragung der Seniorenmeisterschaften teilweise deutlich und wurde vor der Saison in den Regularien des Deutschen Federballverbandes DFV festgelegt. So durften bei der ersten Seniorenmeisterschaft der DDR bei den Frauen schon Teilnehmerinnen mit einem Mindestalter von 28 Jahren starten. Schrittweise wurde für die AK I das Mindestalter dann auf 35 Jahre erhöht. Die AK II bis IV forderten ein jeweils um 5 Jahre höheres Mindestalter. Teamwettbewerbe wurden in allen vier Altersklassen nicht durchgeführt.

## Austragungsorte
| Jahr      | Datum                  | Ort              |
| --------- | ---------------------- | ---------------- |
| 1962/1963 | 11./12. Mai 1963       | Berlin-Weißensee |
| 1963/1964 | 18./19. April 1964     | Berlin           |
| 1964/1965 | 15./16. Mai 1965       | Demmin           |
| 1965/1966 | 14./15. Mai 1966       | Zittau           |
| 1966/1967 | 20./21. Mai 1967       | Zwickau          |
| 1967/1968 | 20./21. Juli 1968      | Potsdam          |
| 1968/1969 | 31. Mai / 1. Juni 1969 | Leipzig          |
| 1969/1970 | 30./31. Mai 1970       | Meißen           |
| 1970/1971 | 22./23. Mai 1971       | Zerbst           |
| 1971/1972 | 3./4. Juni 1972        | Halle            |
| 1972/1973 | 28./29. Dezember 1973  | Greifswald       |
| 1973/1974 | 16./17. November 1974  | Halle            |
| 1974/1975 | 30./31. Mai 1975       | Zerbst           |
| 1975/1976 | 28./29. Mai 1976       | Mechterstädt     |
| 1976/1977 | 4./5. Juni 1977        | Dresden          |

| Jahr      | Datum                                         | Ort                     |
| --------- | --------------------------------------------- | ----------------------- |
| 1977/1978 | 3./4. Juni 1978                               | Berlin                  |
| 1978/1979 | 7./8. April 1979                              | Magdeburg               |
| 1979/1980 | 22./23. März AKIII/IV 4./5. Mai AKI/II        | Anklam Frankfurt (Oder) |
| 1980/1981 | 11./12. April 1981                            | Magdeburg               |
| 1981/1982 | 8./9. Mai 1982                                | Suhl                    |
| 1982/1983 | 7./8. Mai 1983                                | Leipzig                 |
| 1983/1984 | 5./6. Mai 1984                                | Magdeburg               |
| 1984/1985 | 13./14. April AKIII/IV 27./28. April AKI/II   | Suhl Mühlhausen         |
| 1985/1986 | 10./11. Mai 1986                              | Dresden                 |
| 1986/1987 | 16./17. Mai AKI/II 26./27. September AKIII/IV | Mühlhausen Greifswald   |
| 1987/1988 | 23./24. April 1988                            | Leipzig                 |
| 1988/1989 | 29./30. April AK I/II 22./23. April III/IV    | Erfurt Suhl             |
| 1989/1990 | 31. August – 2. September 1990                | Potsdam                 |

## Die Sieger und Platzierten der AK I
| Saison    | Disziplin    | Erster                                                                           | Zweiter                                                                              | Dritter                                                                              | Dritter                                                                            |
| --------- | ------------ | -------------------------------------------------------------------------------- | ------------------------------------------------------------------------------------ | ------------------------------------------------------------------------------------ | ---------------------------------------------------------------------------------- |
| 1962/1963 | Damendoppel  | Helga Rädisch / Lydia Pösch (Aktivist Tröbitz / Lok Cottbus)                     | Charlotte Smutny / Krüger (Stahl Kirchmöser / BGW Berlin)                            | Sigrid Ahnert / Ficker (Chemie Karl-Marx-Stadt)                                      | -                                                                                  |
| 1962/1963 | Dameneinzel  | Sigrid Ahnert (Chemie Karl-Marx-Stadt)                                           | Krüger (BGW Berlin)                                                                  | Helga Rädisch (Aktivist Tröbitz)                                                     | -                                                                                  |
| 1962/1963 | Herrendoppel | Lothar Rädisch / Helfried Wunderlich (Aktivist Tröbitz)                          | Horst Briesemeister / Gisela Thomasch (Motor Köpenick / Post Berlin)                 | Heinz Pösch / Heinz Schneider (Lok Cottbus / Motor Köpenick)                         | -                                                                                  |
| 1962/1963 | Herreneinzel | Lothar Rädisch (Aktivist Tröbitz)                                                | Horst Briesemeister (Motor Köpenick-Johannisthal)                                    | Helfried Wunderlich (Aktivist Tröbitz)                                               | -                                                                                  |
| 1962/1963 | Mixed        | Lothar Rädisch / Helga Rädisch (Aktivist Tröbitz)                                | Heinz Braasch / Charlotte Smutny (Aufbau Demmin / Stahl Kirchmöser)                  | Heinz Pösch / Lydia Pösch (Lok Cottbus)                                              | -                                                                                  |
| 1963/1964 | Damendoppel  | Waltraud Papsdorf / Sigrid Ahnert (Chemie Leuna / Chemie Karl-Marx-Stadt)        | Inge Schneider / Marianne Brandt (Motor Köpenick)                                    | Helga Krüger / Lydia Pösch (Aktivist Tröbitz / Lok Cottbus)                          |                                                                                    |
| 1963/1964 | Dameneinzel  | Inge Schneider (Motor Köpenick)                                                  | Waltraud Papsdorf (Chemie Leuna)                                                     | Helga Krüger (Aktivist Tröbitz)                                                      |                                                                                    |
| 1963/1964 | Herrendoppel | Helfried Wunderlich / Heinz Pösch (Aktivist Tröbitz / Lok Cottbus)               | Dietrich Nitzschkowsky / Schenk (Rotation Pößneck)                                   | Gottlieb Plaxin / Manfred Göpfert (Motor Zittau / SG Gittersee)                      |                                                                                    |
| 1963/1964 | Herreneinzel | Gottlieb Plaxin (Motor Zittau)                                                   | Horst Briesemeister (Motor Köpenick-Johannisthal)                                    | Heinz Pösch (Lok Cottbus)                                                            | Günter Janke (Einheit Rathenow)                                                    |
| 1963/1964 | Mixed        | Helfried Wunderlich / Helga Krüger (Aktivist Tröbitz)                            | Heinz Pösch / Lydia Pösch (Lok Cottbus)                                              | Heinz Braasch / Charlotte Smutny (Aufbau Demmin / Stahl Kirchmöser)                  |                                                                                    |
| 1964/1965 | Damendoppel  | Waltraud Papsdorf / Ingeborg Beinert (Chemie Leuna / Einheit Pädagogik Leipzig)  |                                                                                      |                                                                                      |                                                                                    |
| 1964/1965 | Dameneinzel  | Rita König (Lok Dresden)                                                         |                                                                                      |                                                                                      |                                                                                    |
| 1964/1965 | Herrendoppel | Helfried Wunderlich / Heinz Pösch (Aktivist Tröbitz / Lok Cottbus)               |                                                                                      |                                                                                      |                                                                                    |
| 1964/1965 | Herreneinzel | Frohwald Herbert (Lok Haldensleben)                                              | Hans Ruckenbrot (Dynamo Borna)                                                       | Heinz Braasch (Aufbau Demmin)                                                        |                                                                                    |
| 1964/1965 | Mixed        | Heinz Beinert / Ingeborg Beinert (Einheit Pädagogik Leipzig)                     |                                                                                      |                                                                                      |                                                                                    |
| 1965/1966 | Damendoppel  | Ingeborg Beinert / Töpfert (Einheit Pädagogik Leipzig)                           | Rita König / Evelyn Kaden (Lok Dresden)                                              | Erika Roscher / Gerda Fischer (Dynamo Freiberg)                                      |                                                                                    |
| 1965/1966 | Dameneinzel  | Rita König (Lok Dresden)                                                         | Ingeborg Beinert (Einheit Pädagogik Leipzig)                                         | Elli Suba (TSG Lübbenau)                                                             |                                                                                    |
| 1965/1966 | Herrendoppel | Werner Naumann / Herbert Wagner (Dynamo Freiberg)                                | Helfried Wunderlich / Gerhard Dietze (Aktivist Tröbitz)                              | Gottlieb Plaxin / Heinz Beinert (Motor Zittau / Einheit Pädagogik Leipzig)           |                                                                                    |
| 1965/1966 | Herreneinzel | Horst Briesemeister (Motor Köpenick-Johannisthal)                                | Gottlieb Plaxin (Motor Zittau)                                                       | Wolfgang Lange (Dynamo Freiberg)                                                     |                                                                                    |
| 1965/1966 | Mixed        | Gottlieb Plaxin / Rita König (Motor Zittau / Lok Dresden)                        | Helfried Wunderlich / Elli Suba (Aktivist Tröbitz / TSG Lübbenau)                    | Heinz Beinert / Ingeborg Beinert (Einheit Pädagogik Leipzig)                         |                                                                                    |
| 1966/1967 | Damendoppel  | Waltraud Papsdorf / Ingeborg Beinert (Chemie Leuna / Einheit Pädagogik Leipzig)  | Rita König / Margot Kohlsche (Lok Dresden)                                           | Eleonore Jurgk / Helga Krüger (Lok Blankenburg / Aktivist Tröbitz)                   |                                                                                    |
| 1966/1967 | Dameneinzel  | Waltraud Papsdorf (Chemie Leuna)                                                 | Ingeborg Beinert (Einheit Pädagogik Leipzig)                                         | Rita König (Lok Dresden)                                                             |                                                                                    |
| 1966/1967 | Herrendoppel | Wolfgang Jurgk / Frohwald Herbert (Lok Blankenburg / Lok Haldensleben)           | Günter Janke / Hans-Rudi Pietsch (Einheit Rathenow)                                  | Helfried Wunderlich / Heinz Pösch (Aktivist Tröbitz / Lok Cottbus)                   |                                                                                    |
| 1966/1967 | Herreneinzel | Heinz Braasch (Aufbau Demmin)                                                    | Günter Janke (Einheit Rathenow)                                                      | Waldemar Pfeffer (Medizin Ilmenau)                                                   |                                                                                    |
| 1966/1967 | Mixed        | Wolfgang Jurgk / Waltraud Papsdorf (Lok Blankenburg / Chemie Leuna)              | Frohwald Herbert / Eleonore Jurgk (Lok Haldensleben / Lok Blankenburg)               | Heinz Pösch / Lydia Pösch (Lok Cottbus)                                              |                                                                                    |
| 1967/1968 | Damendoppel  | Ruth Koch / Christa Neitzsch (Medizin Markkleeberg / HSG DHfK Leipzig)           |                                                                                      |                                                                                      |                                                                                    |
| 1967/1968 | Dameneinzel  | Ingeborg Beinert (Einheit Pädagogik Leipzig)                                     | Inge Schneider (Motor Köpenick)                                                      |                                                                                      |                                                                                    |
| 1967/1968 | Herrendoppel | Helfried Wunderlich / Gerhard Dietze (Aktivist Tröbitz)                          | Günter Janke / Hans-Rudi Pietsch (Einheit Rathenow)                                  |                                                                                      |                                                                                    |
| 1967/1968 | Herreneinzel | Gottlieb Plaxin (Motor Zittau)                                                   | Helfried Wunderlich (Aktivist Tröbitz)                                               | Günter Janke (Einheit Rathenow)                                                      | Heinz Braasch (Aufbau Demmin)                                                      |
| 1967/1968 | Mixed        | Heinz Beinert / Ingeborg Beinert (Einheit Pädagogik Leipzig)                     | Hans Ruckenbrot / Christa Neitzsch (Dynamo Borna / HSG DHfK Leipzig)                 | Heinz Pösch / Lydia Pösch (Lok Cottbus)                                              |                                                                                    |
| 1968/1969 | Damendoppel  | Inge Jenkel / Elke Schulz (Lok Stahlbau Dessau)                                  | Sigrid Ahnert / Carla Schmiedel (Chemie Karl-Marx-Stadt / Motor Grubenlampe Zwickau) | Käthe Böhme / Ursula Prudel (HSG DHfK Leipzig)                                       |                                                                                    |
| 1968/1969 | Dameneinzel  | Brigitte Plaxin (Motor Zittau)                                                   | Ingeborg Beinert (Einheit Pädagogik Leipzig)                                         | Christa Neitzsch (HSG DHfK Leipzig)                                                  |                                                                                    |
| 1968/1969 | Herrendoppel | Werner Naumann / Herbert Wagner (Dynamo Freiberg)                                | Helfried Wunderlich / Gerhard Dietze (Aktivist Tröbitz)                              | Frohwald Herbert / Waldemar Pfeffer (Lok Haldensleben / Medizin Ilmenau)             |                                                                                    |
| 1968/1969 | Herreneinzel | Gottlieb Plaxin (Motor Zittau)                                                   | Heinz Beinert (Einheit Pädagogik Leipzig)                                            | Helfried Wunderlich (Aktivist Tröbitz)                                               |                                                                                    |
| 1968/1969 | Mixed        | Heinz Beinert / Ingeborg Beinert (Einheit Pädagogik Leipzig)                     | Frohwald Herbert / Susi Spiegel (Lok Haldensleben / Dynamo Heyrothsberge)            | Gottlieb Plaxin / Brigitte Plaxin (Motor Zittau)                                     |                                                                                    |
| 1969/1970 | Damendoppel  | Elli Jordan / Elli Suba (TSG Lübbenau)                                           | Edith Eger / Ingrid Schröder (Dynamo Potsdam / Einheit Rathenow)                     | Sigrid Ahnert / Christa Hühnerkopf (Chemie Karl-Marx-Stadt)                          | Inge Jenkel / Elke Schulz (Lok Stahlbau Dessau)                                    |
| 1969/1970 | Dameneinzel  | Brigitte Plaxin (Motor Zittau)                                                   | Christa Neitzsch (HSG DHfK Leipzig)                                                  | Ingeborg Beinert (Einheit Pädagogik Leipzig)                                         |                                                                                    |
| 1969/1970 | Herrendoppel | Günter Janke / Manfred Gliemann (Einheit Rathenow)                               | Heinz Braasch / Frohwald Herbert (Aufbau Demmin / Lok Haldensleben)                  | Werner Naumann / Karl-Heinz Wagner (Dynamo Freiberg)                                 | Helmut Schmidt / Dietrich Kölling (Traktor Doberlug-Kirchhain / Medizin Luckau)    |
| 1969/1970 | Herreneinzel | Gottlieb Plaxin (Motor Zittau)                                                   | Heinz Beinert (Einheit Pädagogik Leipzig)                                            | Günter Janke (Einheit Rathenow)                                                      |                                                                                    |
| 1969/1970 | Mixed        | Gottlieb Plaxin / Brigitte Plaxin (Motor Zittau)                                 | Heinz Beinert / Ingeborg Beinert (Einheit Pädagogik Leipzig)                         | Teubner / Wolfgang Lange (Fortschritt Annaberg-Buchholz / Motor Brand-Langenau)      | Helmut Himpel / Christa Neitzsch (HSG DHfK Leipzig)                                |
| 1970/1971 | Damendoppel  | Gisela Werther / Bärbel Schwiegk (Stahl Merseburg)                               | Renate Hauser / Inge Großmann (Motor Zittau / Fortschritt Großschönau)               |                                                                                      |                                                                                    |
| 1970/1971 | Dameneinzel  | Bärbel Schwiegk (Stahl Merseburg)                                                | Inge Großmann (Fortschritt Großschönau)                                              | Christa Neitzsch (HSG DHfK Leipzig)                                                  | Gisela Werther (Stahl Merseburg)                                                   |
| 1970/1971 | Herrendoppel | Haushälter / Heinz Braasch (Aufbau Demmin)                                       |                                                                                      |                                                                                      |                                                                                    |
| 1970/1971 | Herreneinzel |                                                                                  |                                                                                      |                                                                                      |                                                                                    |
| 1970/1971 | Mixed        | Herbert Quaasdorf / Bärbel Schwiegk (FSG Coswig / Stahl Merseburg)               |                                                                                      | Hans Ruckenbrot / Christa Neitzsch (Medizin Markkleeberg / HSG DHfK Leipzig)         |                                                                                    |
| 1971/1972 | Damendoppel  | Hannelore Schmidt / Ingrid Schmidt (Lok Oschersleben / Chemie Magdeburg)         | Renate Levin / Teubner (Motor Annaberg)                                              | Monika Heller / Gisela Leonhardt (Lok Dresden / TSG Meißen)                          | Christa Neitzsch / Ingeborg Beinert (HSG DHfK Leipzig / Einheit Pädagogik Leipzig) |
| 1971/1972 | Dameneinzel  | Hannelore Schmidt (Lok Oschersleben)                                             | Inge Großmann (Fortschritt Großschönau)                                              | Gisela Werther (Stahl Merseburg)                                                     | Christa Neitzsch (HSG DHfK Leipzig)                                                |
| 1971/1972 | Herrendoppel | Wolfgang Lange / Rudolf Roscher (Motor Brand-Langenau / Wissenschaft Freiberg)   | Herbert Baumgart / Werner Busse (Lok Oschersleben / Chemie Magdeburg)                | Hans-Peter Meyer / Heinz Braasch (Einheit Greifswald / Aufbau Demmin)                | Hans Ruckenbrot / Dieter Rachner (Dynamo Borna / HSG DHfK Leipzig)                 |
| 1971/1972 | Herreneinzel | Wolfgang Lange (Motor Brand-Langenau)                                            | Hans-Peter Meyer (Einheit Greifswald)                                                | Heinz Braasch (Aufbau Demmin)                                                        | Karl-Heinz Bauer (Motor Brand-Langenau)                                            |
| 1971/1972 | Mixed        | Herbert Baumgart / Hannelore Schmidt (Lok Oschersleben)                          | Werner Busse / Gerhard Schmidt (Chemie Magdeburg)                                    | Gottlieb Plaxin / Inge Großmann (Motor Zittau / Fortschritt Großschönau)             | Hans Ruckenbrot / Christa Neitzsch (Dynamo Borna / HSG DHfK Leipzig)               |
| 1972/1973 | Damendoppel  | Beate Herbst / Christa Neitzsch (HSG DHfK Leipzig)                               | Gudrun Hensel / Brigitte Plaxin (Motor Zittau)                                       | Thea Kleemann / Monika Heller (Chemie Piesteritz / Lok Dresden)                      | –                                                                                  |
| 1972/1973 | Dameneinzel  | Beate Herbst (HSG DHfK Leipzig)                                                  | Gudrun Hensel (Motor Zittau)                                                         | Christa Neitzsch (HSG DHfK Leipzig)                                                  | Thea Kleemann (Chemie Piesteritz)                                                  |
| 1972/1973 | Herrendoppel | Hans-Peter Meyer / Heinz Braasch (Einheit Greifswald / Aufbau Demmin)            | Gerhard Grabski / Heinz Beinert (Einheit Pädagogik Leipzig)                          | Gottfried Neef / Hans Kleemann (Wismut Aue / Chemie Piesteritz)                      | Hans Ruckenbrot / Ingo Israel (Chemie Zwenkau / Lok Leipzig Mitte)                 |
| 1972/1973 | Herreneinzel | Gottlieb Plaxin (Motor Zittau)                                                   | Hans-Peter Meyer (Einheit Greifswald)                                                | Heinz Braasch (Aufbau Demmin)                                                        | Gerhard Grabski (Einheit Pädagogik Leipzig)                                        |
| 1972/1973 | Mixed        | Gottlieb Plaxin / Brigitte Plaxin (Motor Zittau)                                 | Hans Kleemann / Thea Kleemann (Chemie Piesteritz)                                    | Heinz Beinert / Ingeborg Beinert (Einheit Pädagogik Leipzig)                         | Hans Ruckenbrot / Christa Neitzsch (Chemie Zwenkau / HSG DHfK Leipzig)             |
| 1973/1974 | Damendoppel  | Gisela Werther / Bärbel Schwiegk (Stahl Merseburg / Turbine Halle)               | Hannelore Schmidt / Renate Hoppe (Lok Oschersleben / Turbine Potsdam)                | Marianne Werder / Ingeborg Beinert (Aktivist Zipsendorf / Einheit Pädagogik Leipzig) | Beate Herbst / Christa Neitzsch (HSG DHfK Leipzig)                                 |
| 1973/1974 | Dameneinzel  | Beate Herbst (HSG DHfK Leipzig)                                                  | Inge Großmann (Fortschritt Großschönau)                                              | Hannelore Schmidt (Lok Oschersleben)                                                 |                                                                                    |
| 1973/1974 | Herrendoppel | Hans-Peter Meyer / Heinz Braasch (Einheit Greifswald / Aufbau Demmin)            | Ingo Israel / Rolf Gerth (Lok Leipzig Mitte)                                         | Gerhard Grabski / Heinz Beinert (Einheit Pädagogik Leipzig)                          | Harald Pohl / Norbert Pohl (Rotation Erfurt)                                       |
| 1973/1974 | Herreneinzel | Peter Uhlig (SG Gittersee)                                                       | Joachim Köstler (Lok Dresden)                                                        | Peter Dathe (Lok Erfurt)                                                             |                                                                                    |
| 1973/1974 | Mixed        | Herbert Baumgart / Hannelore Schmidt (Lok Oschersleben)                          | Peter Uhlig / Karin Kattner (SG Gittersee)                                           | Hans Ruckenbrot / Christa Neitzsch (Chemie Zwenkau / HSG DHfK Leipzig)               | Heinz Beinert / Ingeborg Beinert (Einheit Pädagogik Leipzig)                       |
| 1974/1975 | Damendoppel  | Gisela Werther / Bärbel Schwiegk (Stahl Merseburg / Turbine Halle)               | Renate Hoppe / Hannelore Schmidt (Turbine Potsdam / Lok Oschersleben)                | Inge Beinert / Marianne Werder (Einheit Pädagogik Leipzig / Aktivist Meuselwitz)     | Barbara Tarnick / Ursula Behling (Traktor Pätz / Aktivist Mittenwalde)             |
| 1974/1975 | Dameneinzel  | Bärbel Schwiegk (Turbine Halle)                                                  | Karin Becke (Vekoma Bühlau)                                                          | Beate Herbst (HSG DHfK Leipzig)                                                      | Marianne Werder (Aktivist Meuselwitz)                                              |
| 1974/1975 | Herrendoppel | Klaus Adam / Hans Abraham (EBT Berlin)                                           | Heinz Braasch / Peter Dathe (Aufbau Demmin / Lok Erfurt)                             | Gottlieb Plaxin / Joachim Köstler (SG Robur Zittau / Lok Dresden)                    | Rudolf Roscher / Manfred Greif (Wissenschaft Freiberg)                             |
| 1974/1975 | Herreneinzel | Peter Uhlig (SG Gittersee)                                                       | Joachim Köstler (Lok Dresden)                                                        | Hans Abraham (EBT Berlin)                                                            | Gottlieb Plaxin (SG Robur Zittau)                                                  |
| 1974/1975 | Mixed        | Herbert Baumgart / Hannelore Schmidt (Lok Oschersleben)                          | Herbert Quaasdorf / Bärbel Schwiegk (FSG Coswig / Turbine Halle)                     | Peter Uhlig / Christa Brunner (SG Gittersee / Lok Gera)                              | Rolf Gerth / Beate Herbst (Lok Mitte Leipzig / HSG DHfK Leipzig)                   |
| 1975/1976 | Damendoppel  |                                                                                  |                                                                                      |                                                                                      |                                                                                    |
| 1975/1976 | Dameneinzel  |                                                                                  |                                                                                      |                                                                                      |                                                                                    |
| 1975/1976 | Herrendoppel |                                                                                  |                                                                                      |                                                                                      |                                                                                    |
| 1975/1976 | Herreneinzel | Peter Uhlig (SG Gittersee)                                                       | Harald Pohl (Rotation Erfurt)                                                        | Hans-Peter Meyer (Einheit Greifswald)                                                | Joachim Köstler (Lok Dresden)                                                      |
| 1975/1976 | Mixed        |                                                                                  |                                                                                      |                                                                                      |                                                                                    |
| 1976/1977 | Damendoppel  | Gisela Werther / Bärbel Schwiegk (Stahl Merseburg / Turbine Halle)               | Dagmar Pigola / Beate Müller (HSG DHfK Leipzig)                                      | Renate Levin / Heidi Langer (Motor Annaberg / ISG Neuhausen)                         | Christel Bernst / Sigrid Fischer (Lok Erfurt / Einheit Gotha)                      |
| 1976/1977 | Dameneinzel  | Gisela Werther (Stahl Merseburg)                                                 | Marianne Werder (Aktivist Meuselwitz)                                                | Beate Müller (HSG DHfK Leipzig)                                                      | Bärbel Schwiegk (Stahl Merseburg)                                                  |
| 1976/1977 | Herrendoppel | Peter Dolniczek / Eckard Reigber (Lok Magdeburg / Lok Oschersleben)              | Alfred Petschik / Peter Dathe (Einheit Gotha / Lok Erfurt)                           | Eberhardt Werther / Herbert Quaasdorf (Stahl Merseburg / FSG Coswig)                 | Peter Uhlig / Eckbert Buchheim (HSG Lok HfV Dresden)                               |
| 1976/1977 | Herreneinzel | Ernst Hoppe (Turbine Potsdam)                                                    | Helmut Standfuß (Post Berlin)                                                        | Alfred Petschik (Einheit Gotha)                                                      | Walter Kapferer (Fortschritt Meerane)                                              |
| 1976/1977 | Mixed        | Peter Dathe / Christel Bernst (Lok Erfurt)                                       | Eberhard Werther / Gisela Werther (Stahl Merseburg)                                  | Wolfgang Narr / Renate Levin (Motor Schwarzenberg / Motor Annaberg)                  | Alfred Petschik / Sigrid Fischer (Einheit Gotha)                                   |
| 1977/1978 | Damendoppel  | Renate Hoppe / Annelore Deppner (Turbine Potsdam)                                | Christel Bernst / Sigrid Fischer (Lok Erfurt / Einheit Gotha)                        | Dagmar Pigola / Beate Müller (HSG DHfK Leipzig)                                      | Renate Levin / Heidi Langer (Motor Annaberg / Motor Marienberg)                    |
| 1977/1978 | Dameneinzel  | Beate Müller (HSG DHfK Leipzig)                                                  | Gisela Werther (Stahl Merseburg)                                                     | Christel Bernst (Lok Erfurt)                                                         | Bärbel Schwiegk (Stahl Merseburg)                                                  |
| 1977/1978 | Herrendoppel | Günter Leschke / Helmut Standfuß (Post Berlin)                                   | Wolfgang Narr / Hans Levin (Motor Waschgerätewerk Schwarzenberg / Motor Annaberg)    | Peter Dolniczek / Eckard Reigber (Lok Magdeburg / Lok Oschersleben)                  | Peter Dathe / Horst Lachmann (Lok Erfurt / Einheit Sömmerda)                       |
| 1977/1978 | Herreneinzel | Joachim Köstler (Lok Dresden)                                                    | Horst Hensel (Rohur Zittau)                                                          | Günter Leschke (Berliner Brauereien)                                                 | Hans Levin (Motor Annaberg)                                                        |
| 1977/1978 | Mixed        | Peter Dathe / Christel Bernst (Lok Erfurt)                                       | Günter Leschke / Hannelore Leschke (Berliner Brauereien)                             | Eberhard Werther / Gisela Werther (Stahl Merseburg)                                  | Ernst Hoppe / Annelore Deppner (Turbine Potsdam)                                   |
| 1978/1979 | Damendoppel  | Monika Krohn / Ursula Behling (Aktivist Mittenwalde)                             | Hannelore Pilz / Sigrid Seltmann (Motor Zittau / Energie Görlitz)                    | Christine Naumann / Grünzig (Turbine Großenhain)                                     | Renate Hoppe / Annelore Deppner (Turbine Potsdam)                                  |
| 1978/1979 | Dameneinzel  | Annelore Deppner (Turbine Potsdam)                                               | Gisela Werther (Stahl Merseburg)                                                     | Monika Krohn (Aktivist Mittenwalde)                                                  | Renate Hoppe (Turbine Potsdam)                                                     |
| 1978/1979 | Herrendoppel | Günter Leschke / Helmut Standfuß (Post Berlin)                                   | Hans Levin / Wolfgang Narr (Motor Annaberg / Waschgerätewerk Schwarzenberg)          | Peter Dolniczek / Eckard Reigber (Lok Magdeburg / Lok Oschersleben)                  | Gerd Börnert / H.-G. Wiemann (BSG Halbleiterwerk Frankfurt / DVZ Frankfurt)        |
| 1978/1979 | Herreneinzel | Klaus Müller (Einheit Greifswald)                                                | Hans Levin (Motor Annaberg)                                                          | Joachim Köstler (Lok Dresden)                                                        | Peter Wolff (Lok Erfurt)                                                           |
| 1978/1979 | Mixed        | Ernst Hoppe / Annelore Deppner (Turbine Potsdam)                                 | Eberhard Werther / Gisela Werther (Stahl Merseburg)                                  | Helmut Standfuß / Gitti Standfuß (Post Berlin)                                       | Günter Leschke / Hannelore Leschke (Post Berlin)                                   |
| 1979/1980 | Damendoppel  | Renate Hoppe / Annelore Deppner (Turbine Potsdam)                                | Brigitte Dunke / Christel Sommer (Einheit Rathenow / HSG DHfK Leipzig)               |                                                                                      |                                                                                    |
| 1979/1980 | Dameneinzel  | Christel Sommer (HSG DHfK Leipzig)                                               | Christa Zeiß (Aufbau Themar)                                                         | Renate Hoppe (Turbine Potsdam)                                                       | Annelore Deppner (Turbine Potsdam)                                                 |
| 1979/1980 | Herrendoppel | Hans Levin / Wolfgang Narr (Motor Annaberg / Waschgerätewerk Schwarzenberg)      | Hans-Joachim Fölsche / Eberhard Claus (Lok Magdeburg)                                | Hubert Drews / Detlef Pfennigschmidt (Einheit Schwerin)                              |                                                                                    |
| 1979/1980 | Herreneinzel | Klaus Müller (Einheit Greifswald)                                                |                                                                                      |                                                                                      |                                                                                    |
| 1979/1980 | Mixed        | Gerd Pigola / Christel Sommer (HSG DHfK Leipzig)                                 | Werner Schmidt / Sigrid Seltmann (Energie Görlitz)                                   | Günter Leschke / Hannelore Leschke (Berliner Brauereien)                             | Eckard Reigber / Ursula Reigber (Lok Oschersleben)                                 |
| 1980/1981 | Damendoppel  | Monika Krohn / Ursula Behling (Aktivist Mittenwalde)                             | Annelore Deppner / Renate Hoppe (Turbine Potsdam)                                    | Hannelore Pilz / Sigrid Seltmann (Energie Görlitz)                                   | Christa Brunner / Maritta Seyfarth (Electronic Gera / Lok Gera)                    |
| 1980/1981 | Dameneinzel  | Christel Sommer (HSG DHfK Leipzig)                                               | Christa Zeiß (Aufbau Themar)                                                         | Renate Hoppe (Turbine Potsdam)                                                       | Annelore Deppner (Turbine Potsdam)                                                 |
| 1980/1981 | Herrendoppel | Volker Herbst / Gerd Pigola (HSG DHfK Leipzig)                                   | Rainer Ullrich / Horst Hensel (SG Robur Zittau)                                      | Frank Mothes / Walter Kapferer (Aktivist Niederwürschnitz / Fortschritt Meerane)     | Hans-Joachim Fölsche / Eberhard Claus (Lok Magdeburg)                              |
| 1980/1981 | Herreneinzel | Gerd Pigola (HSG DHfK Leipzig)                                                   | Klaus Renner (SG Gittersee)                                                          | Helmut Standfuß (Post Berlin)                                                        | Werner Hochheim (Carl Zeiss Jena-Nord)                                             |
| 1980/1981 | Mixed        | Gerd Pigola / Christel Sommer (HSG DHfK Leipzig)                                 | Volker Herbst / Dagmar Pigola (HSG DHfK Leipzig)                                     | Ernst Hoppe / Annelore Deppner (Turbine Potsdam)                                     | Werner Schmidt / Sigrid Seltmann (Energie Görlitz)                                 |
| 1981/1982 | Damendoppel  | Christel Sommer / Christa Zeiß (HSG DHfK Leipzig / Feinmess Suhl)                | Annelore Deppner / Renate Hoppe (Turbine Potsdam)                                    | Monika Krohn / Ursula Behling (Aktivist Mittenwalde)                                 | Ursula Rimkus / Karin Sennewald (Ilmenau / Lok Magdeburg)                          |
| 1981/1982 | Dameneinzel  | Christel Sommer (HSG DHfK Leipzig)                                               | Annelore Deppner (Turbine Potsdam)                                                   | Christa Zeiß (Feinmess Suhl)                                                         | Christine Naumann (Turbine Großenhain)                                             |
| 1981/1982 | Herrendoppel | Volker Herbst / Gerd Pigola (HSG DHfK Leipzig)                                   | Joachim Schimpke / Klaus Müller (Fortschritt Tröbitz / Einheit Greifswald)           | Ernst Hoppe / Gerhard Dunke (Turbine Potsdam / Einheit Rathenow)                     | Werner Schmidt / Rudolf Päperer (Energie Görlitz / Vekoma Bühlau)                  |
| 1981/1982 | Herreneinzel | Joachim Schimpke (Fortschritt Tröbitz)                                           | Klaus Müller (Einheit Greifswald)                                                    | Gerd Pigola (HSG DHfK Leipzig)                                                       | Klaus Renner (SG Gittersee)                                                        |
| 1981/1982 | Mixed        | Gerd Pigola / Christel Sommer (HSG DHfK Leipzig)                                 | Jochen Fölsche / Karin Sennewald (Lok Magdeburg)                                     | Volker Herbst / Dagmar Pigola (HSG DHfK Leipzig)                                     | Werner Schmidt / Sigrid Seltmann (Energie Görlitz)                                 |
| 1982/1983 | Damendoppel  | Christel Sommer / Christa Zeiß (HSG DHfK Leipzig / Feinmess Suhl)                | Angelika Haase / Monika Jungmichel (TSG Bühlau / Chemie Niedersedlitz)               | Waltraud Glöckner / Monika Geißler (Einheit Pädagogik Leipzig / HSG DHfK Leipzig)    | Christa Brunner / Maritta Seyfarth (Electronic Gera / Lok Gera)                    |
| 1982/1983 | Dameneinzel  | Christel Sommer (HSG DHfK Leipzig)                                               | Christa Zeiß (Feinmess Suhl)                                                         | Maritta Seyfarth (Lok Gera)                                                          | Uta Ihle (Fortschritt Meerane)                                                     |
| 1982/1983 | Herrendoppel | Volker Herbst / Gerd Pigola (HSG DHfK Leipzig)                                   | Joachim Schimpke / Gottfried Seemann (Fortschritt Tröbitz)                           | Werner Hochheim / Harald Tuche (Carl-Zeiss Jena Nord / Medizin Jena)                 | Jens Stobbe / Hans-Jürgen Müller (Feinmess Suhl)                                   |
| 1982/1983 | Herreneinzel | Joachim Schimpke (Fortschritt Tröbitz)                                           | Gerd Pigola (HSG DHfK Leipzig)                                                       | Klaus-Dieter Schmidt (Tiefbau Anklam)                                                | Peter Berger (Pentacon Görlitz)                                                    |
| 1982/1983 | Mixed        | Gerd Pigola / Christel Sommer (HSG DHfK Leipzig)                                 | Volker Herbst / Dagmar Pigola (HSG DHfK Leipzig)                                     | Hans-Jürgen Müller / Gudrun Kalesse (Feinmess Suhl)                                  | Bernd Jünemann / Heide Standke (Union Mühlhausen / Handwerk Erfurt)                |
| 1983/1984 | Damendoppel  | Christel Sommer / Christa Zeiß (HSG DHfK Leipzig / Feinmess Suhl)                | Christa Tuche / Jutta Rahaus (Union Mühlhausen / Rotation Erfurt)                    | Doris Sawatzky / Monika Mischke (Fortschritt Taucha / Medizin Markkleeberg)          | Karin Sennewald-Hanndorf / Jutta Behrens (Lok Magdeburg / SG Gittersee)            |
| 1983/1984 | Dameneinzel  | Christel Sommer (HSG DHfK Leipzig)                                               | Jutta Behrens (SG Gittersee)                                                         | Maritta Seyfarth (Lok Gera)                                                          | Karin Sennewald-Hanndorf (Lok Magdeburg)                                           |
| 1983/1984 | Herrendoppel | Volker Herbst / Gerd Pigola (HSG DHfK Leipzig)                                   | Joachim Schimpke / Gottfried Seemann (Fortschritt Tröbitz)                           | Helmut Huch / Udo Pietsch (Lok Blankenburg)                                          | Dietmar Drechsler / Wolfgang Schettler (Wismut Karl-Marx-Stadt)                    |
| 1983/1984 | Herreneinzel | Joachim Schimpke (Fortschritt Tröbitz)                                           | Helmut Huch (Lok Blankenburg)                                                        | Klaus Renner (SG Gittersee)                                                          | Frank Mothes (Aktivist Niederwürschnitz)                                           |
| 1983/1984 | Mixed        | Gerd Pigola / Christel Sommer (HSG DHfK Leipzig)                                 | Helmut Huch / Karin Sennewald-Hanndorf (Lok Blankenburg / Lok Magdeburg)             | Dietmar Drechsler / Drechsler (Wismut Karl-Marx-Stadt)                               | Klaus Renner / Jutta Behrens (SG Gittersee)                                        |
| 1984/1985 | Damendoppel  | Christa Zeiß / Christel Iske (Feinmess Suhl / HSG DHfK Leipzig)                  | Christa Tuche / Jutta Rahaus (Union Mühlhausen / Rotation Erfurt)                    | Monika Schlag / Gudrun Kalesse (Feinmess Suhl)                                       | Karin Sennewald / Jutta Behrens (Lok Magdeburg / SG Gittersee)                     |
| 1984/1985 | Dameneinzel  | Christel Iske (HSG DHfK Leipzig)                                                 | Christa Zeiß (Feinmess Suhl)                                                         | Jutta Behrens (SG Gittersee)                                                         | Silvia Müller (Motor Marienberg)                                                   |
| 1984/1985 | Herrendoppel | Gerd Pigola / Volker Herbst (HSG DHfK Leipzig)                                   | Helmut Huch / Udo Pietzsch (Lok Blankenburg)                                         | Joachim Schimpke / Harald Richter (Fortschritt Tröbitz)                              | Dietmar Drechsler / Wolfgang Schettler (Wismut Karl-Marx-Stadt)                    |
| 1984/1985 | Herreneinzel | Joachim Schimpke (Fortschritt Tröbitz)                                           | Helmut Huch (Lok Blankenburg)                                                        | Bernd Jünemann (Union Mühlhausen)                                                    | Rainer Wilke (Aktivist Salzwedel)                                                  |
| 1984/1985 | Mixed        | Gerd Pigola / Christel Iske (HSG DHfK Leipzig)                                   | Dietmar Drechsler / Drechsler (Wismut Karl-Marx-Stadt)                               | Rainer Wilke (Aktivist Salzwedel / Post Magdeburg)                                   | Helmut Huch / Karin Sennewald (Lok Blankenburg / Lok Magdeburg)                    |
| 1985/1986 | Damendoppel  | Angela Michalowski / Christine Retzlaff (Einheit Greifswald)                     | Karin Sennewald / Jutta Behrens (Lok Magdeburg / SG Gittersee)                       | Maritta Seyfarth / Christa Brunner (Lok Gera / Electronic Gera)                      | Christa Tuche / Jutta Rahaus (Union Mühlhausen / Rotation Erfurt)                  |
| 1985/1986 | Dameneinzel  | Helga Pöschel (HSG DHfK Leipzig)                                                 | Silvia Müller (Motor Marienberg)                                                     | Karin Sennewald (Lok Magdeburg)                                                      | Christine Retzlaff (Einheit Greifswald)                                            |
| 1985/1986 | Herrendoppel | Harald Richter / Joachim Schimpke (Fortschritt Tröbitz)                          | Gerd Jacobi / Werner Schiche (Lok Erfurt / ISG Bernstadt)                            | Helmut Huch / Udo Pietsch (Lok Blankenburg)                                          | Volker Herbst / Gerd Pigola (HSG DHfK Leipzig)                                     |
| 1985/1986 | Herreneinzel | Joachim Schimpke (Fortschritt Tröbitz)                                           | Helmut Huch (Lok Blankenburg)                                                        | Volker Herbst (HSG DHfK Leipzig)                                                     | Bernd Jünemann (Union Mühlhausen)                                                  |
| 1985/1986 | Mixed        | Joachim Schimpke / Angela Michalowski (Fortschritt Tröbitz / Einheit Greifswald) | Helmut Huch / Karin Sennewald (Lok Blankenburg / Lok Magdeburg)                      | Bernd Jünemann / Harald Tuche (Union Mühlhausen / Medizin Jena)                      | Rainer Wilke / Alexy (Aktivist Salzwedel / Post Magdeburg)                         |
| 1986/1987 | Damendoppel  | Karin Sennewald / Jutta Behrens (Lok Magdeburg / SG Gittersee)                   | Christa Tuche / Jutta Rahaus (Union Mühlhausen / Rotation Erfurt)                    | Gisela Berger / Liane Baumgarten (Pentacon Görlitz / Robotron Dresden)               | Silvia Müller / Gisela Dörfel (Motor Marienberg / Motor Fraureuth)                 |
| 1986/1987 | Dameneinzel  | Jutta Behrens (SG Gittersee)                                                     | Helga Pöschel (HSG DHfK Leipzig)                                                     | Karin Sennewald (Lok Magdeburg)                                                      | Silvia Müller (Motor Marienberg)                                                   |
| 1986/1987 | Herrendoppel | Bernd Jünemann / Joachim Schimpke (Union Mühlhausen / Fortschritt Tröbitz)       | Peter Berger / Jürgen Baumgarten (Pentacon Görlitz / Robotron Dresden)               | Volker Herbst / Gerd Pigola (HSG DHfK Leipzig)                                       | Hans-Jürgen Göhler / Jens Stobbe (Wissenschaft Freiberg / Feinmess Suhl)           |
| 1986/1987 | Herreneinzel | Helmut Huch (Lok Blankenburg)                                                    | Joachim Schimpke (Fortschritt Tröbitz)                                               | Volker Herbst (HSG DHfK Leipzig)                                                     | Bernd Jünemann (Union Mühlhausen)                                                  |
| 1986/1987 | Mixed        | Helmut Huch / Karin Sennewald (Lok Blankenburg / Lok Magdeburg)                  | Bernd Jünemann / Harald Tuche (Union Mühlhausen / Medizin Jena)                      | Volker Herbst / Dagmar Pigola (HSG DHfK Leipzig)                                     | Klaus Renner / Jutta Behrens (SG Gittersee)                                        |
| 1987/1988 | Damendoppel  | Angela Michalowski / Christine Retzlaff (Einheit Greifswald)                     | Karin Sennewald / Jutta Behrens (Lok Magdeburg / SG Gittersee)                       | Silvia Müller / Gisela Dörfel (Motor Marienberg / Motor Fraureuth)                   | Gisela Berger / Liane Baumgarten (Pentacon Görlitz / Robotron Dresden)             |
| 1987/1988 | Dameneinzel  | Jutta Behrens (SG Gittersee)                                                     | Helga Pöschel (HSG DHfK Leipzig)                                                     | Silvia Müller (Motor Marienberg)                                                     | Karin Sennewald (Lok Magdeburg)                                                    |
| 1987/1988 | Herrendoppel | Volkmar Kelling / Steffen Reichel (Motor Dresden-Neustadt)                       | Männel / Jürgen Preußner (Fortschritt Falkenstein / Motor Grubenlampe Zwickau)       | Joachim Schimpke / Bernd Jünemann (Einheit Greifswald / Union Mühlhausen)            | Karl-Heinz Grey / Rainer Wilke (Lok Staßfurt / Aktivist Salzwedel)                 |
| 1987/1988 | Herreneinzel | Volkmar Kelling (Motor Dresden-Neustadt)                                         | Bernd Jünemann (Union Mühlhausen)                                                    | Helmut Huch (Lok Blankenburg)                                                        | Wieland Göhler (SG Gittersee)                                                      |
| 1987/1988 | Mixed        | Joachim Schimpke / Angela Michalowski (Einheit Greifswald)                       | Helmut Huch / Karin Sennewald (Lok Blankenburg / Lok Magdeburg)                      | Jürgen Baumgarten / Liane Baumgarten (Robotron Dresden)                              | Klaus Renner / Jutta Behrens (SG Gittersee)                                        |
| 1988/1989 | Damendoppel  | Karin Seenewald / Jutta Behrens (Lok Magdeburg / SG Gittersee)                   | Uta Ihle / Inge Blauhut (Fortschritt Meerane)                                        | Ulrike Hädicke / Marion Kirst (HSG DHfK Leipzig / Stahl Südwest Leipzig)             | Rosemarie Schmidt / Nora Hahn (SG Robur Zittau / TSG Meißen)                       |
| 1988/1989 | Dameneinzel  | Karin Sennewald (Lok Magdeburg)                                                  | Jutta Rahaus (Rotation Erfurt)                                                       | Jutta Behrens (SG Gittersee)                                                         | Helga Pöschel (HSG DHfK Leipzig)                                                   |
| 1988/1989 | Herrendoppel | Frank-Thomas Seyfarth / Manfred Blauhut (Lok Gera / HSG DHfK Leipzig)            | Bernd Behrens / Wieland Göhler (SG Gittersee)                                        | Berthold Groth / Wolfgang Diez (Lok RAW Cottbus)                                     | Volkmar Kelling / Steffen Reichel (Motor Dresden-Neustadt)                         |
| 1988/1989 | Herreneinzel | Frank-Thomas Seyfarth (Lok Gera)                                                 | Volkmar Kelling (Motor Dresden-Neustadt)                                             | Ferdinand Bernhard (Stahl Merseburg)                                                 | Helmut Huch (Lok Blankenburg)                                                      |
| 1988/1989 | Mixed        | Bernd Behrens / Jutta Behrens (SG Gittersee)                                     | Helmut Huch / Karin Sennewald (Lok Blankenburg / Lok Magdeburg)                      | Eckhard Reigber / Karin Ullrich (Lok Oschersleben)                                   | Rainer Wilke / Alexy (Aktivist Salzwedel / Post Magdeburg)                         |
| 1989/1990 | Damendoppel  | Uta Ihle / Inge Blauhut (Fortschritt Meerane)                                    | Brigitta Hentschel / Petra Saring (Traktor Wittichenau / Dynamo Hoyerswerda)         | Thiele / Bernd (Potsdam)                                                             | Jasse / Marion Kirst (Berlin / Stahl Südwest Leipzig)                              |
| 1989/1990 | Dameneinzel  | Karin Sennewald (Lok Magdeburg)                                                  | Uta Ihle (Fortschritt Meerane)                                                       | Jutta Rahaus (Rotation Erfurt)                                                       | Brigitta Hentschel (Traktor Wittichenau)                                           |
| 1989/1990 | Herrendoppel | Hans-Jürgen Müller / Jochen Schlag (Feinmess Suhl)                               | Reinhard Schille / Rainer Wilke (Chemie Zwenkau / Aktivist Salzwedel)                | Karl-Heinz Grey / Wolfgang Böttcher (Lok Staßfurt)                                   | Bernd Schnauer / Karsten Zade (Turbine Potsdam / Elektronik Teltow)                |
| 1989/1990 | Herreneinzel | Reinhard Schille (Chemie Zwenkau)                                                | Wolfgang Böttcher (Lok Staßfurt)                                                     | Lothar Göhler (Wissenschaft Freiberg)                                                | Michael Rübner (Fortschritt Meerane)                                               |
| 1989/1990 | Mixed        | Lothar Göhler / Neuhäusel (Wissenschaft Freiberg / Halle)                        | Jochen Schlag / Monika Schlag (Feinmess Suhl)                                        | Rainer Wilke / Alexy (Aktivist Salzwedel / Post Magdeburg)                           | Volker Croll / Heide Croll (Lok Erfurt)                                            |

## Die Sieger und Platzierten der AK II
| Saison    | Disziplin    | Erster                                                                                     | Zweiter                                                                              | Dritter                                                                             | Dritter                                                                            |
| --------- | ------------ | ------------------------------------------------------------------------------------------ | ------------------------------------------------------------------------------------ | ----------------------------------------------------------------------------------- | ---------------------------------------------------------------------------------- |
| 1962/1963 | Herreneinzel | Lothar Schmiedel (Motor Grubenlampe Zwickau)                                               | Hans Mushak (Fortschritt Annaberg-Buchholz)                                          | Manfred Göpfert (SG Gittersee)                                                      | -                                                                                  |
| 1962/1963 | Dameneinzel  | Erika Neefe (Medizin Markkleeberg)                                                         |                                                                                      |                                                                                     |                                                                                    |
| 1962/1963 | Herrendoppel | nicht ausgetragen                                                                          | nicht ausgetragen                                                                    | nicht ausgetragen                                                                   | nicht ausgetragen                                                                  |
| 1962/1963 | Damendoppel  | nicht ausgetragen                                                                          | nicht ausgetragen                                                                    | nicht ausgetragen                                                                   | nicht ausgetragen                                                                  |
| 1962/1963 | Mixed        | nicht ausgetragen                                                                          | nicht ausgetragen                                                                    | nicht ausgetragen                                                                   | nicht ausgetragen                                                                  |
| 1963/1964 | Herreneinzel |                                                                                            |                                                                                      |                                                                                     |                                                                                    |
| 1963/1964 | Dameneinzel  |                                                                                            | Erika Neefe (Medizin Markkleeberg)                                                   |                                                                                     |                                                                                    |
| 1963/1964 | Herrendoppel | nicht ausgetragen                                                                          | nicht ausgetragen                                                                    | nicht ausgetragen                                                                   | nicht ausgetragen                                                                  |
| 1963/1964 | Damendoppel  | nicht ausgetragen                                                                          | nicht ausgetragen                                                                    | nicht ausgetragen                                                                   | nicht ausgetragen                                                                  |
| 1963/1964 | Mixed        | nicht ausgetragen                                                                          | nicht ausgetragen                                                                    | nicht ausgetragen                                                                   | nicht ausgetragen                                                                  |
| 1963/1965 | Dameneinzel  | Marianne Brandt (Motor Köpenick)                                                           |                                                                                      |                                                                                     |                                                                                    |
| 1964/1965 | Damendoppel  |                                                                                            |                                                                                      | Erika Neefe / Sigrid Ahnert (Medizin Markkleeberg / Chemie Karl-Marx-Stadt)         |                                                                                    |
| 1964/1965 | Herrendoppel |                                                                                            |                                                                                      |                                                                                     |                                                                                    |
| 1964/1965 | Herreneinzel | Noack (Berlin)                                                                             |                                                                                      |                                                                                     |                                                                                    |
| 1964/1965 | Mixed        |                                                                                            |                                                                                      |                                                                                     |                                                                                    |
| 1965/1966 | Damendoppel  | Inge Schneider / Marianne Brandt (Motor Köpenick)                                          | Erna Hiltscher / Lonny Baschke (Motor Zittau / Traktor Doberlug-Kirchhain)           | Lydia Wagner / Annemarie Metschke (Lok Falkenberg)                                  |                                                                                    |
| 1965/1966 | Dameneinzel  | Inge Schneider (Motor Köpenick)                                                            | Lydia Pösch (Lok Cottbus)                                                            | Carla Schmiedel (Motor Grubenlampe Zwickau)                                         |                                                                                    |
| 1965/1966 | Herrendoppel | Lothar Schmiedel / Roland Ahnert (Motor Grubenlampe Zwickau / Chemie Karl-Marx-Stadt)      | Heinz Färber / Walter Skobowsky (Aktivist Tröbitz)                                   | Hackenberg / Hans Gräber (Berliner Glühlampenwerk / Motor Köpenick)                 |                                                                                    |
| 1965/1966 | Herreneinzel | Lothar Schmiedel (Motor Grubenlampe Zwickau)                                               | Günter Schmidt (Fortschritt Annaberg-Buchholz)                                       | Joseph Zimmer (Lok Pritzwalk)                                                       |                                                                                    |
| 1966/1967 | Damendoppel  | Carla Schmiedel / Sigrid Ahnert (Motor Grubenlampe Zwickau / Chemie Karl-Marx-Stadt)       | Friedel Wudtke / Hildegard Gerhardt (Motor SO Magdeburg / Traktor Hoym)              | Charlotte Smutny / Ingrid Schröder (Stahl Kirchmöser / Einheit Rathenow)            |                                                                                    |
| 1966/1967 | Dameneinzel  | Sigrid Ahnert (Chemie Karl-Marx-Stadt)                                                     | Hildegard Gerhardt (Traktor Hoym)                                                    | Charlotte Smutny (Stahl Kirchmöser)                                                 |                                                                                    |
| 1966/1967 | Herrendoppel | Gerhard Wagner / Waldemar Pfeffer (Lok Falkenberg / Medizin Ilmenau)                       | Hans Mushak / Roland Ahnert (Fortschritt Annaberg-Buchholz / Chemie Karl-Marx-Stadt) | Walter Skobowsky / Heinz Färber (Aktivist Tröbitz)                                  |                                                                                    |
| 1966/1967 | Herreneinzel | Hans-Rudi Pietsch (Einheit Rathenow)                                                       | Hans Mushak (Fortschritt Annaberg-Buchholz)                                          | Gerhard Wagner (Lok Falkenberg)                                                     |                                                                                    |
| 1967/1968 | Damendoppel  |                                                                                            |                                                                                      |                                                                                     |                                                                                    |
| 1967/1968 | Dameneinzel  |                                                                                            |                                                                                      |                                                                                     |                                                                                    |
| 1967/1968 | Herrendoppel |                                                                                            |                                                                                      |                                                                                     |                                                                                    |
| 1967/1968 | Herreneinzel | Hans Mushak (Annaberg-Buchholz)                                                            | Hans-Rudi Pietsch (Einheit Rathenow)                                                 | Walter Skobowsky (Aktivist Tröbitz)                                                 |                                                                                    |
| 1967/1968 | Mixed        |                                                                                            |                                                                                      |                                                                                     |                                                                                    |
| 1968/1969 | Dameneinzel  | Sigrid Ahnert (Chemie Karl-Marx-Stadt)                                                     | Susi Spiegel (Dynamo Heyrothsberge)                                                  | Hildegard Gerhardt (Traktor Hoym)                                                   |                                                                                    |
| 1968/1969 | Herrendoppel | Werner Nagel / Willy Gebert (Aktivist Stendal)                                             | Walter Skobowsky / Helmut Wallsteiner (Aktivist Tröbitz / Einheit Pädagogik Leipzig) | Hans Mushak / Roland Ahnert (Annaberg-Buchholz / Chemie Karl-Marx-Stadt)            |                                                                                    |
| 1968/1969 | Herreneinzel | Lothar Schmiedel (Motor Grubenlampe Zwickau)                                               | Waldemar Pfeffer (Medizin Ilmenau)                                                   | Hans Mushak (Annaberg-Buchholz)                                                     |                                                                                    |
| 1968/1969 | Mixed        | Lothar Schmiedel / Carla Schmiedel (Motor Grubenlampe Zwickau)                             | Rudolf Päperer / Inge Päperer (Vekoma Bühlau)                                        | Günther Stärk / Erika Neefe (HSG DHfK Leipzig / Medizin Markkleeberg)               |                                                                                    |
| 1969/1970 | Dameneinzel  | Inge Schneider (Motor Köpenick)                                                            | Sigrid Ahnert (Chemie Karl-Marx-Stadt)                                               | Hildegard Gerhard (Traktor Hoym)                                                    |                                                                                    |
| 1969/1970 | Herrendoppel | Lothar Schmiedel / Hans Mushak (Motor Grubenlampe Zwickau / Fortschritt Annaberg-Buchholz) | Werner Nagel / Willy Gebert (Aktivist Stendal)                                       | Hans-Rudi Pietsch / Joseph Zimmer (Einheit Rathenow / Lok Pritzwalk)                | Michael Billmann / Gottfried Kindermann (Fortschritt Eibau)                        |
| 1969/1970 | Herreneinzel | Lothar Schmiedel (Motor Grubenlampe Zwickau)                                               | Hans Mushak (Fortschritt Annaberg-Buchholz)                                          | Joseph Zimmer (Lok Pritzwalk)                                                       |                                                                                    |
| 1969/1970 | Mixed        | Kurt Griesbach / Hildegard Gerhardt (Stahl Rasberg / Traktor Hoym)                         | Hans Lincke / Käthe Böhme (Aufbau Leipzig / HSG DHfK Leipzig)                        | Rudolf Päperer / Inge Päperer (Vekoma Bühlau)                                       |                                                                                    |
| 1970/1971 | Damendoppel  |                                                                                            |                                                                                      |                                                                                     |                                                                                    |
| 1970/1971 | Dameneinzel  |                                                                                            |                                                                                      |                                                                                     |                                                                                    |
| 1970/1971 | Herrendoppel |                                                                                            |                                                                                      |                                                                                     |                                                                                    |
| 1970/1971 | Herreneinzel |                                                                                            | Horst Iske (HSG DHfK Leipzig)                                                        |                                                                                     |                                                                                    |
| 1970/1971 | Mixed        | Hildegard Gerhardt (Traktor Hoym) /                                                        | Gebhard / Susi Spiegel ( / Dynamo Heyrothsberge)                                     | Rudolf Päperer / Gisela Leonhardt (Vekoma Bühlau / TSG Meißen)                      | Christa Neitzsch / (HSG DHfK Leipzig / )                                           |
| 1971/1972 | Damendoppel  | Inge Päperer / Margot Kohlsche (Vekoma Bühlau / Lok Dresden)                               | Käthe Böhme / Ursula Prudel (HSG DHfK Leipzig)                                       |                                                                                     |                                                                                    |
| 1971/1972 | Dameneinzel  | Inge Schneider (Motor Köpenick)                                                            | Susi Spiegel (Dynamo Heyrothsberge)                                                  | Sigrid Ahnert (Chemie Karl-Marx-Stadt)                                              | Margot Kohlsche (Lok Dresden)                                                      |
| 1971/1972 | Herrendoppel | Hans Mushak / Günter Schmidt (Fortschritt Annaberg-Buchholz)                               | Werner Nagel / Willy Gebert (Aktivist Stendal)                                       | Horst Iske / Helmut Himpel (HSG DHfK Leipzig)                                       | Günther Stärk / Hans Kruschwitz (HSG DHfK Leipzig)                                 |
| 1971/1972 | Herreneinzel | Joseph Zimmer (Pritzwalk)                                                                  | Horst Iske (HSG DHfK Leipzig)                                                        | Lothar Schmiedel (Motor Grubenlampe Zwickau)                                        | Hans Kruschwitz (HSG DHfK Leipzig)                                                 |
| 1971/1972 | Mixed        | Rudolf Päperer / Inge Päperer (Vekoma Bühlau)                                              | Siegfried Streit / Hildegard Gerhardt (Traktor Hoym)                                 | Helmut Himpel / Ursula Prudel (HSG DHfK Leipzig)                                    | Lothar Schmiedel / Carla Schmiedel (Motor Grubenlampe Zwickau)                     |
| 1972/1973 | Damendoppel  | Ingeborg Beinert / Inge Jenkel (Einheit Pädagogik Leipzig / Lok Stahlbau Dessau)           | Ingrid Schröder / Edith Eger (Einheit Rathenow / Turbine Potsdam)                    | Inge Schneider / Hildegard Gerhardt (Motor Köpenick / Traktor Hoym)                 | Margot Kohlsche / Susi Spiegel (Lok Dresden / Dynamo Heyrothsberge)                |
| 1972/1973 | Dameneinzel  | Ingeborg Beinert (Einheit Pädagogik Leipzig)                                               | Inge Schneider (Motor Köpenick)                                                      | Susi Spiegel (Dynamo Heyrothsberge)                                                 | Edith Eger (Turbine Potsdam)                                                       |
| 1972/1973 | Herrendoppel | Gerhard Rinke / Siegfried Streit (PGH Roland Zerbst / Traktor Hoym)                        | Willy Gebert / Werner Nagel (Aktivist Stendal)                                       | Joseph Zimmer / Hans Schmidt (Lok Pritzwalk / Aktivist Mittenwalde)                 | Horst Iske / Günther Stärk (HSG DHfK Leipzig)                                      |
| 1972/1973 | Herreneinzel | Joseph Zimmer (Lok Pritzwalk)                                                              | Horst Iske (HSG DHfK Leipzig)                                                        | Waldo Bellmann (Motor Brand-Langenau)                                               | Hans Kruschwitz (HSG DHfK Leipzig)                                                 |
| 1972/1973 | Mixed        | Gerhard Rinke / Susi Spiegel (PGH Roland Zerbst / Dynamo Heyrothsberge)                    | Hans Schmidt / Edith Eger (Aktivist Mittenwalde / Turbine Potsdam)                   | Heinz Schneider / Inge Schneider (Motor Köpenick)                                   | Siegfried Streit / Hildegard Gerhardt (Traktor Hoym)                               |
| 1973/1974 | Damendoppel  | Susi Spiegel / Edith Eger (Dynamo Heyrothsberge / Turbine Potsdam)                         | Inge Päperer / Margot Kohlsche (Vekoma Bühlau / Lok Dresden)                         | Inge Jenkel / Hildegard Gerhardt (Lok Stahlbau Dessau / Traktor Hoym)               | Tackel / Inge Schneider (Motor Köpenick)                                           |
| 1973/1974 | Dameneinzel  | Christa Neitzsch (HSG DHfK Leipzig)                                                        | Inge Schneider (Motor Köpenick)                                                      | Susi Spiegel (Dynamo Heyrothsberge)                                                 | Edith Eger (Turbine Potsdam)                                                       |
| 1973/1974 | Herrendoppel | Werner Busse / Gerhard Rinke (Lok Magdeburg / Empor Zerbst)                                | Willy Gebert / Werner Nagel (Aktivist Stendal)                                       | Günther Stärk / Härlein (HSG DHfK Leipzig / Stahl Rasberg)                          | Hans Mushak / Günter Schmidt (Fortschritt Annaberg-Buchholz)                       |
| 1973/1974 | Herreneinzel | Werner Busse (Lok Magdeburg)                                                               | Hans Kruschwitz (HSG DHfK Leipzig)                                                   | Lothar Schmiedel (Motor Grubenlampe Zwickau)                                        | Dieter Koch (Medizin Markkleeberg)                                                 |
| 1973/1974 | Mixed        | Heinz Braasch / Inge Schneider (Aufbau Demmin / Motor Köpenick)                            | Kurt Leonhardt / Gisela Leonhardt (TSG Meißen)                                       | Hans Schmidt / Edith Eger (Aktivist Mittenwalde / Turbine Potsdam)                  | Gerhard Rinke / Susi Spiegel (Empor Zerbst / Dynamo Heyrothsberge)                 |
| 1974/1975 | Damendoppel  | Inge Schneider / Christel Wilke (Motor Köpenick / EBT Berlin)                              | Edith Eger / Susi Spiegel (Turbine Potsdam / Dynamo Heyrothsberge)                   | Streit / Hildegard Gerhardt (Traktor Hoym)                                          | Inge Päperer / Margot Kohlsche (Vekoma Bühlau / Lok Dresden)                       |
| 1974/1975 | Dameneinzel  | Brigitte Plaxin (SG Robur Zittau)                                                          | Inge Schneider (Motor Köpenick)                                                      | Christel Wilke (EBT Berlin)                                                         | Susi Spiegel (Dynamo Heyrothsberge)                                                |
| 1974/1975 | Herrendoppel | Werner Busse / Herbert Baumgart (Lok Magdeburg / Lok Oschersleben)                         | Hans Mushak / Günter Schmidt (Fortschritt Annaberg-Buchholz)                         | Dietrich Kölling / Helmut Schmidt (Medizin Luckau / ASV Doberlug)                   | Hans Schmidt / Hans-Rudi Pietsch (Aktivist Mittenwalde / Einheit Rathenow)         |
| 1974/1975 | Herreneinzel | Werner Busse (Lok Magdeburg)                                                               | Heinz Braasch (Aufbau Demmin)                                                        | Rolf Helfricht (Wissenschaft Freiberg)                                              | Lothar Schmiedel (Motor Grubenlampe Zwickau)                                       |
| 1974/1975 | Mixed        | Gottlieb Plaxin / Brigitte Plaxin (SG Robur Zittau)                                        | Heinz Braasch / Inge Schneider (Aufbau Demmin / Motor Köpenick)                      | Gerhard Rinke / Susi Spiegel (Empor Zerbst / Dynamo Heyrothsberge)                  | Werner Busse / Hannelore Schmidt (Lok Magdeburg / Lok Oschersleben)                |
| 1975/1976 | Damendoppel  | Christa Neitzsch / Ingeborg Beinert (HSG DHfK Leipzig / Einheit Pädagogik Leipzig)         | Edith Eger / Susi Spiegel (Turbine Potsdam / Dynamo Heyrothsberge)                   |                                                                                     |                                                                                    |
| 1975/1976 | Dameneinzel  |                                                                                            | Christa Neitzsch (HSG DHfK Leipzig)                                                  |                                                                                     |                                                                                    |
| 1975/1976 | Herrendoppel |                                                                                            |                                                                                      |                                                                                     |                                                                                    |
| 1975/1976 | Herreneinzel |                                                                                            |                                                                                      |                                                                                     | Heinz Braasch (Aufbau Demmin)                                                      |
| 1975/1976 | Mixed        |                                                                                            | Hans Ruckenbrot / Christa Neitzsch (Chemie Zwenkau / HSG DHfK Leipzig)               |                                                                                     |                                                                                    |
| 1976/1977 | Damendoppel  | Hannelore Schmidt / Gerlind Dolniczek (Lok Oschersleben / Lok Magdeburg)                   | Monika Heller / Inge Großmann (Lok Dresden / Fortschritt Großschönau)                | Christa Neitzsch / Ingeborg Beinert (HSG DHfK Leipzig / Einheit Pädagogik Leipzig)  |                                                                                    |
| 1976/1977 | Dameneinzel  | Hannelore Schmidt (Lok Oschersleben)                                                       | Inge Großmann (Fortschritt Großschönau)                                              | Christa Neitzsch (HSG DHfK Leipzig)                                                 | Sigrid Mähler (Einheit Gotha)                                                      |
| 1976/1977 | Herrendoppel | Rolf Gerth / Ingo Israel (Lok Leipzig Mitte)                                               | Gerhard Grabski / Heinz Beinert (Einheit Pädagogik Leipzig)                          | Werner Busse / Herbert Baumgart (Motor Mitte Magdeburg / Lok Oschersleben)          | Hans Mushak / Günter Schmidt (Fortschritt Annaberg-Buchholz)                       |
| 1976/1977 | Herreneinzel | Gerhard Grabski (Einheit Pädagogik Leipzig)                                                | Herbert Baumgart (Lok Oschersleben)                                                  | Hans Ruckenbrot (Chemie Zwenkau)                                                    | Heinz Beinert (Einheit Pädagogik Leipzig)                                          |
| 1976/1977 | Mixed        | Herbert Baumgart / Hannelore Schmidt (Lok Oschersleben)                                    | Hans Ruckenbrot / Christa Neitzsch (Chemie Zwenkau / HSG DHfK Leipzig)               | Rolf Helfricht / Christa Hühnerkopf (Motor Brand-Langenau / Chemie Karl-Marx-Stadt) | Heinz Beinert / Ingeborg Beinert (Einheit Pädagogik Leipzig)                       |
| 1977/1978 | Damendoppel  | Hannelore Schmidt / Gerlind Dolniczek (Lok Oschersleben / Lok Magdeburg)                   | Monika Heller / Inge Großmann (Robotron Dresden / Fortschritt Großschönau)           | Christa Menzel / Ute Hühnerkopf (Wissenschaft Freiberg / Chemie Karl-Marx-Stadt)    | Sigrid Mähler / Sigrun Klingner (Einheit Gotha / Lok Erfurt)                       |
| 1977/1978 | Dameneinzel  | Marianne Werder (Aktivist Meuselwitz)                                                      | Inge Großmann (Fortschritt Großschönau)                                              | Gerlind Dolniczek (Lok Magdeburg)                                                   | Hannelore Schmidt (Lok Osehersleben)                                               |
| 1977/1978 | Herrendoppel | Rudolf Roscher / Wolfgang Lange (Wissenschaft Freiberg / Motor Brand-Langenau)             | Rolf Gerth / Ingo Israel (Lok Mitte Leipzig)                                         | Winfried Müller / Dietrich Kölling (Chemie Weißwasser / Medizin Luckau)             | Klaus Joachim / Ramm (Chemie Karl-Marx-Stadt / Motor Marienberg)                   |
| 1977/1978 | Herreneinzel | Hans Ruckenbrodt (Medizin Markkleeberg)                                                    | Rolf Gerth (Lok Mitte Leipzig)                                                       | Gerhard Grabski (Einheit Pädagogik Leipzig)                                         | Heinz Beinert (Einheit Pädagogik Leipzig)                                          |
| 1977/1978 | Mixed        | Herbert Baumgart / Hannelore Schmidt (Lok Oschersleben)                                    | Heinz Beinert / Ingeborg Beinert (Einheit Pädagogik Leipzig)                         | Hans Ruckenbrot / Christa Neitzsch (Medizin Markkleeberg / HSG DHfK Leipzig)        | Gerhard Rinke / Susi Spiegel (Einheit Zerbst / Dynamo Heyrothsberge)               |
| 1978/1979 | Damendoppel  | Gisela Werther / Marianne Werder (Stahl Merseburg / Aktivist Meuselwitz)                   | Gerlind Dolniczek / Gitti Standfuß (Lok Magdeburg / Post Berlin)                     | Inge Großmann / Monika Heller (Fortschritt Großschönau / Robotron Dresden)          | Christa Neitzsch / Ingeborg Beinert (HSG DHfK Leipzig / Einheit Pädagogik Leipzig) |
| 1978/1979 | Dameneinzel  | Marianne Werder (Aktivist Meuselwitz)                                                      | Inge Großmann (Fortschritt Großschönau)                                              | Gerlind Dolniczek (Lok Magdeburg)                                                   | Renate Levin (Motor Annaberg)                                                      |
| 1978/1979 | Herrendoppel | Rolf Gerth / Ingo Israel (Lok Mitte Leipzig)                                               | Werner Busse / Herbert Baumgart (Lok Magdeburg / Lok Oschersleben)                   | Klaus Joachim / Ramm (Chemie Karl-Marx-Stadt / Motor Marienberg)                    | Heinz Beinert / Gerhard Grabski (Einheit Pädagogik Leipzig)                        |
| 1978/1979 | Herreneinzel | Rolf Gerth (Lok Mitte Leipzig)                                                             | Hans Ruckenbrot (Medizin Markkleeberg)                                               | Gerhard Grabski (Einheit Pädagogik Leipzig)                                         | Werner Busse (Lok Magdeburg)                                                       |
| 1978/1979 | Mixed        | Werner Busse / Gerlind Dolniczek (Lok Magdeburg)                                           | Heinz Beinert / Ingeborg Beinert (Einheit Pädagogik Leipzig)                         | Hans Ruckenbrot / Christa Neitzsch (Medizin Markkleeberg / HSG DHfK Leipzig)        | Alfred Meitz / Petra Fölsche (Lok Magdeburg)                                       |
| 1979/1980 | Damendoppel  | Gisela Werther / Marianne Werder (Stahl Merseburg / Aktivist Meuselwitz)                   | Christel Bernst / Sigrid Fischer (Lok Erfurt / Einheit Gotha)                        | Gerlind Dolniczek / Hannelore Schmidt (Lok Magdeburg / Lok Oschersleben)            |                                                                                    |
| 1979/1980 | Dameneinzel  | Marianne Werder (Aktivist Meuselwitz)                                                      | Rita Gerst (Gaselan Fürstenwalde)                                                    |                                                                                     |                                                                                    |
| 1979/1980 | Herrendoppel | Peter Dathe / Horst Lachmann (Lok Erfurt / Einheit Sömmerda)                               |                                                                                      |                                                                                     |                                                                                    |
| 1979/1980 | Herreneinzel | Joachim Köstler (Lok Dresden)                                                              | Werner Busse (Lok Magdeburg)                                                         | Hans Ruckenbrot (Medizin Markkleeberg)                                              |                                                                                    |
| 1979/1980 | Mixed        |                                                                                            | Hans Ruckenbrot / Elli Suba (Medizin Markkleeberg / TSG Lübbenau)                    | Joachim Köstler / Monika Petermann (Lok Dresden / SG Gittersee)                     | Ingo Israel / Marianne Werder (Lok Leipzig-Mitte / Aktivist Meuselwitz)            |
| 1980/1981 | Damendoppel  | Gisela Werther / Marianne Werder (Stahl Merseburg / Aktivist Meuselwitz)                   | Gerlind Dolniczek / Hannelore Schmidt (Lok Magdeburg / Lok Oschersleben)             | Rita Gerst / Heidemarie Kleefeld (Gaselan Fürstenwalde)                             | Roswitha Greiner / Hannelore Leschke (EAB Lichtenberg 47)                          |
| 1980/1981 | Dameneinzel  | Gisela Werther (Stahl Merseburg)                                                           | Rita Gerst (Gaselan Fürstenwalde)                                                    | Roswitha Greiner (EAB Lichtenberg 47)                                               | Marianne Werder (Aktivist Meuselwitz)                                              |
| 1980/1981 | Herrendoppel | Peter Dathe / Horst Lachmann (Lok Erfurt / Einheit Sömmerda)                               | Hans Abraham / Klaus Adam (EBT Berlin)                                               | Schonweiß / Karl-Heinz Bauer (Fortschritt Falkenstein / Wissenschaft Freiberg)      | Rudolf Roscher / Manfred Greif (Wissenschaft Freiberg)                             |
| 1980/1981 | Herreneinzel | Joachim Köstler (Lok Dresden)                                                              | Klaus Bursche (Energie Görlitz)                                                      | Alfred Meitz (Lok Magdeburg)                                                        | Hans Abraham (EBT Berlin)                                                          |
| 1980/1981 | Mixed        | Peter Dathe / Christel Bernst (Lok Erfurt)                                                 | Herbert Quasdorf / Gisela Werther (FSG Coswig / Stahl Merseburg)                     | Joachim Köstler / Monika Petermann (Lok Dresden / SG Gittersee)                     | Ingo Israel / Marianne Werder (Lok Leipzig-Mitte / Aktivist Meuselwitz)            |
| 1981/1982 | Damendoppel  | Gisela Werther / Marianne Werder (Stahl Merseburg / Aktivist Meuselwitz)                   | Gerlind Dolniczek / Hannelore Schmidt (Lok Magdeburg / Lok Oschersleben)             | Roswitha Greiner / Hannelore Leschke (Post Berlin)                                  | Christel Bernst / Sigrid Fischer (Lok Erfurt / Einheit Gotha)                      |
| 1981/1982 | Dameneinzel  | Marianne Werder (Aktivist Meuselwitz)                                                      | Beate Müller (HSG DHfK Leipzig)                                                      | Rita Gerst (Gaselan Fürstenwalde)                                                   | Gisela Werther (Stahl Merseburg)                                                   |
| 1981/1982 | Herrendoppel | Peter Dolniczek / Eckard Reigber (Lok Magdeburg / Lok Oschersleben)                        | Peter Dathe / Horst Lachmann (Lok Erfurt / Einheit Sömmerda)                         | Rudolf Roscher / Manfred Greif (Wissenschaft Freiberg)                              | Rolf Gerth / Ingo Israel (Lok Leipzig Mitte)                                       |
| 1981/1982 | Herreneinzel | Joachim Köstler (Lok Dresden)                                                              | Klaus Bursche (Energie Görlitz)                                                      | Helmut Standfuß (Post Berlin)                                                       | Horst Lachmann (Einheit Sömmerda)                                                  |
| 1981/1982 | Mixed        | Helmut Standfuß / Roswitha Greiner (Post Berlin)                                           | Herbert Quaasdorf / Gisela Werther (FSG Coswig / Stahl Merseburg)                    | Peter Dolniczek / Gerlind Dolniczek (Lok Magdeburg)                                 | Eberhard Werther / Bärbel Schwiegk (Stahl Merseburg)                               |
| 1982/1983 | Damendoppel  | Renate Hoppe / Annelore Deppner (Turbine Potsdam)                                          | Gisela Werther / Marianne Werder (Stahl Merseburg / Aktivist Meuselwitz)             | Monika Krohn / Ursula Behling (Aktivist Mittenwalde)                                | Bärbel Schwiegk / Beate Müller (Stahl Merseburg / HSG DHfK Leipzig)                |
| 1982/1983 | Dameneinzel  | Annelore Deppner (Turbine Potsdam)                                                         | Monika Krohn (Aktivist Mittenwalde)                                                  | Marianne Werder (Aktivist Meuselwitz)                                               | Beate Müller (HSG DHfK Leipzig)                                                    |
| 1982/1983 | Herrendoppel | Peter Dolniczek / Eckard Reigber (Lok Magdeburg / Lok Oschersleben)                        | Peter Dathe / Horst Lachmann (Lok Erfurt / Einheit Sömmerda)                         | Gentsch / Hans Hollmann (Einheit Schwerin)                                          | Eberhard Werther / Herbert Quasdorf (Stahl Merseburg / FSG Coswig)                 |
| 1982/1983 | Herreneinzel | Joachim Köstler (Lok Dresden)                                                              | Gottfried Seemann (Fortschritt Tröbitz)                                              | Helmut Standfuß (Post Berlin)                                                       | Eberhard Werther (Stahl Merseburg)                                                 |
| 1982/1983 | Mixed        | Helmut Standfuß / Roswitha Greiner (Post Berlin)                                           | Peter Dathe / Christel Bernst (Lok Erfurt)                                           | Günter Leschke / Hannelore Leschke (Post Berlin)                                    | Joachim Köstler / Ernst Hoppe (Lok Dresden / Turbine Potsdam)                      |
| 1983/1984 | Damendoppel  | Bärbel Schwiegk / Beate Müller (Stahl Merseburg / HSG DHfK Leipzig)                        | Monika Krohn / Ursula Behling (Aktivist Mittenwalde)                                 | Roswitha Greiner / Hannelore Leschke (Post Berlin)                                  | Ute Kosmehl / Marga Krüger (Fortschritt Meerane)                                   |
| 1983/1984 | Dameneinzel  | Beate Müller (HSG DHfK Leipzig)                                                            | Monika Krohn (Aktivist Mittenwalde)                                                  | Christine Naumann (Turbine Großenhain)                                              | Renate Hoppe (Turbine Potsdam)                                                     |
| 1983/1984 | Herrendoppel | Helmut Standfuß / Günter Leschke (Post Berlin)                                             | Hans Levin / Wolfgang Narr (Motor Annaberg / Waschgerätewerk Schwarzenberg)          | Werner Hochheim / Horst Knopf (Carl-Zeiss Jena Nord / Aufbau Themar)                | Peter Dolniczek / Eckard Reigber (Lok Magdeburg / Lok Oschersleben)                |
| 1983/1984 | Herreneinzel | Joachim Köstler (Lok Dresden)                                                              | Gottfried Seemann (Fortschritt Tröbitz)                                              | Helmut Standfuß (Post Berlin)                                                       | Hans Levin (Motor Annaberg)                                                        |
| 1983/1984 | Mixed        | Ernst Hoppe / Monika Krohn (Turbine Potsdam / Aktivist Mittenwalde)                        | Joachim Köstler / Renate Hoppe (Lok Dresden / Turbine Potsdam)                       | Günter Leschke / Hannelore Leschke (Post Berlin)                                    | Helmut Standfuß / Roswitha Greiner (Post Berlin)                                   |
| 1984/1985 | Damendoppel  | Doris Sawatzky / Waltraud Glöckner (Fortschritt Taucha / Einheit Pädagogik Leipzig)        | Monika Jungmichel / Christine Naumann (Chemie Niedersedlitz / Turbine Großenhain)    | Marga Krüger / Ute Kosmehl (Fortschritt Meerane)                                    | Ursula Wachholz / Ursula Reigber (Lok Oschersleben)                                |
| 1984/1985 | Dameneinzel  | Doris Sawatzky (Fortschritt Taucha)                                                        | Christa Brunner (Electronic Gera)                                                    | Dörthe Erhard (Lok Dresden)                                                         | Sigrid Preußner (Motor Grubenlampe Zwickau)                                        |
| 1984/1985 | Herrendoppel | Günter Leschke / Helmut Standfuß (Post Berlin)                                             | Peter Dolniczek / Eckard Reigber (Lok Magdeburg / Lok Oschersleben)                  | Wolfgang Narr / Hans Levin (Waschgerätewerk Schwarzenberg / Motor Annaberg)         | Frank Geißler / Hachmeister (HSG DHfK Leipzig)                                     |
| 1984/1985 | Herreneinzel | Joachim Köstler (HSG Lok HfV Dresden)                                                      | Helmut Standfuß (Post Berlin)                                                        | Peter Dolniczek (Lok Magdeburg)                                                     | Ernst Hoppe (Turbine Potsdam)                                                      |
| 1984/1985 | Mixed        | Ernst Hoppe / Monika Krohn (Turbine Potsdam / Aktivist Mittenwalde)                        | Helmut Standfuß / Roswitha Greiner (Post Berlin)                                     | Günter Leschke / Hannelore Leschke (Post Berlin)                                    | Joachim Köstler / Renate Hoppe (Lok Dresden / Turbine Potsdam)                     |
| 1985/1986 | Damendoppel  | Christel Iske / Christa Zeiß (HSG DHfK Leipzig / Feinmess Suhl)                            | Sigrid Preußner / Vera Schenk (Motor Grubenlampe Zwickau / Wissenschaft Freiberg)    | Monika Winkler / Heide Standke (Lok Erfurt / Handwerk Erfurt)                       | Heidi Langer / Christa Schendel (Motor Marienberg / Fortschritt Meerane)           |
| 1985/1986 | Dameneinzel  | Christel Iske (HSG DHfK Leipzig)                                                           | Christa Zeiß (Feinmess Suhl)                                                         | Christa Brunner (Electronic Gera)                                                   | Dörthe Erhard (Lok Dresden)                                                        |
| 1985/1986 | Herrendoppel | Wolfgang Narr / Hans Levin (Waschgerätewerk Schwarzenberg / Motor Annaberg)                | Peter Dolniczek / Eckard Reigber (Lok Magdeburg / Lok Oschersleben)                  | Günter Leschke / Helmut Standfuß (Post Berlin)                                      | Joachim Köstler / Siegbert Geihsler (Lok Dresden / Chemie Niedersedlitz)           |
| 1985/1986 | Herreneinzel | Gerd Pigola (HSG DHfK Leipzig)                                                             | Frank Geißler (HSG DHfK Leipzig)                                                     | Joachim Köstler (Lok Dresden)                                                       | Ernst Hoppe (Turbine Potsdam)                                                      |
| 1985/1986 | Mixed        | Gerd Pigola / Christel Iske (HSG DHfK Leipzig)                                             | Helmut Standfuß / Roswitha Greiner (Post Berlin)                                     | Ernst Hoppe / Monika Krohn (Turbine Potsdam / Aktivist Mittenwalde)                 | Joachim Köstler / Renate Hoppe (Lok Dresden / Turbine Potsdam)                     |
| 1986/1987 | Damendoppel  | Doris Sawatzky / Waltraud Glöckner (Fortschritt Taucha / Einheit Pädagogik Leipzig)        | Monika Jungmichel / Christine Naumann (Chemie Niedersedlitz / Turbine Großenhain)    | Ursula Wachholz / Ursula Reigber (Lok Oschersleben)                                 | Marga Krüger / Ute Kosmehl (Fortschritt Meerane)                                   |
| 1986/1987 | Dameneinzel  | Christa Zeiß (Feinmess Suhl)                                                               | Monika Jungmichel (Chemie Niedersedlitz)                                             | Doris Sawatzky (Fortschritt Taucha)                                                 | Monika Winkler (Lok Erfurt)                                                        |
| 1986/1987 | Herrendoppel | Horst Hensel / Wolfgang Tröger (SG Robur Zittau / Fortschritt Eibau)                       | Ernst Hoppe / Olaf Schitko (Turbine Potsdam)                                         | Peter Dolniczek / Eckard Reigber (Lok Magdeburg / Lok Oschersleben)                 | Wolfgang Narr / Hans Levin (Waschgerätewerk Schwarzenberg / Motor Annaberg)        |
| 1986/1987 | Herreneinzel | Gerd Pigola (HSG DHfK Leipzig)                                                             | Frank Geißler (HSG DHfK Leipzig)                                                     | Joachim Köstler (Lok Dresden)                                                       | Ernst Hoppe (Turbine Potsdam)                                                      |
| 1986/1987 | Mixed        | Ernst Hoppe / Annelore Deppner (Turbine Potsdam)                                           | Peter Dathe / Christel Bernst (Lok Erfurt)                                           | Helmut Standfuß / Monika Krohn (Post Berlin / Aktivist Mittenwalde)                 | Joachim Köstler / Renate Hoppe (Lok Dresden / Turbine Potsdam)                     |
| 1987/1988 | Damendoppel  | Christa Zeiß / Christel Iske (Suhl / HSG DHfK Leipzig)                                     | Doris Sawatzky / Waltraud Glöckner (Fortschritt Taucha / Einheit Pädagogik Leipzig)  | Annelore Deppner / Renate Hoppe (Turbine Potsdam)                                   | Monika Jungmichel / Christine Naumann (Chemie Niedersedlitz / Turbine Großenhain)  |
| 1987/1988 | Dameneinzel  | Christel Iske (HSG DHfK Leipzig)                                                           | Christa Zeiß (Suhl)                                                                  | Monika Jungmichel (Chemie Niedersedlitz)                                            | Roswitha Greiner (Post Berlin)                                                     |
| 1987/1988 | Herrendoppel | Volker Herbst / Gerd Pigola (HSG DHfK Leipzig)                                             | Wolfgang Narr / Hans Levin (Waschgerätewerk Schwarzenberg / Motor Annaberg)          | Axel Rau / Helmut Standfuß (Post Berlin)                                            | Horst Hensel / Wolfgang Tröger (SG Robur Zittau / Fortschritt Eibau)               |
| 1987/1988 | Herreneinzel | Joachim Schimpke (Einheit Greifswald)                                                      | Gerd Pigola (HSG DHfK Leipzig)                                                       | Volker Herbst (HSG DHfK Leipzig)                                                    | Klaus Renner (SG Gittersee)                                                        |
| 1987/1988 | Mixed        | Gerd Pigola / Christel Iske (HSG DHfK Leipzig)                                             | Harald Richter / Annemarie Richter (Wismut Karl-Marx-Stadt)                          | Eberhard Werther / Marianne Werder (Stahl Merseburg / Aktivist Meuselwitz)          | Eberhard Türschmann / Rita Gerst (Gaselan Fürstenwalde)                            |
| 1988/1989 | Damendoppel  | Christel Iske / Christa Zeiß (HSG DHfK Leipzig / Suhl)                                     | Renate Hoppe / Annelore Deppner (Turbine Potsdam)                                    | Monika Jungmichel / Christine Naumann (Chemie Niedersedlitz / Turbine Großenhain)   | Margitta Standfuß / Roswitha Greiner (Post Berlin)                                 |
| 1988/1989 | Dameneinzel  | Christel Iske (HSG DHfK Leipzig)                                                           | Christa Zeiß (Feinmess Suhl)                                                         | Roswitha Greiner (Post Berlin)                                                      | Annelore Deppner (Turbine Potsdam)                                                 |
| 1988/1989 | Herrendoppel | Joachim Schimpke / Bernd Jünemann (Einheit Greifswald / Union Mühlhausen)                  | Ernst Hoppe / Olaf Schitko (Turbine Potsdam)                                         | Joachim Darkow / Sieghard Kopp (Landbau Schöneiche)                                 | Harald Richter / Bernd Böhme (Wismut Karl-Marx-Stadt)                              |
| 1988/1989 | Herreneinzel | Joachim Schimpke (Einheit Greifswald)                                                      | Bernd Jünemann (Union Mühlhausen)                                                    | Volker Herbst (HSG DHfK Leipzig)                                                    | Harald Richter (Wismut Karl-Marx-Stadt)                                            |
| 1988/1989 | Mixed        | Harald Richter / Annemarie Richter (Wismut Karl-Marx-Stadt)                                | Dietmar Drechsler / Drechsler (Wismut Karl-Marx-Stadt)                               | Siegbert Geihsler / Monika Jungmichel (Chemie Niedersedlitz)                        | Helmut Standfuß / Roswitha Greiner (Post Berlin)                                   |
| 1989/1990 | Damendoppel  | Dagmar Beck / Christa Zeiß (Industrie Ilmenau / Feinmess Suhl)                             | Karin Sennewald / Gerlind Dolniczek (Lok Magdeburg)                                  | Doris Sawatzky / Waltraud Glöckner (Fortschritt Taucha / Einheit Pädagogik Leipzig) | Annelore Deppner / Renate Hoppe (Turbine Potsdam)                                  |
| 1989/1990 | Dameneinzel  | Christa Zeiß (Feinmess Suhl)                                                               | Gisela Berger (Pentacon Görlitz)                                                     | Dagmar Beck (Industrie Ilmenau)                                                     | Doris Sawatzky (Fortschritt Taucha)                                                |
| 1989/1990 | Herrendoppel | Ernst Hoppe / Olaf Schitko (Turbine Potsdam)                                               | Bernd Böhme / Harald Richter (Wismut Chemnitz)                                       | Peter Berger / Jürgen Baumgarten (Pentacon Görlitz / Robotron Dresden)              | Joachim Darkow / Sieghard Kopp (Landbau Schöneiche)                                |
| 1989/1990 | Herreneinzel | Harald Richter (Wismut Chemnitz)                                                           | Bernd Jünemann (Union Mühlhausent)                                                   | Heinz-Joachim Fölsche (Lok Magdeburg)                                               | Helmut Huch (Lok Blankenburg)                                                      |
| 1989/1990 | Mixed        | Peter Berger / Gisela Berger (Pentacon Görlitz)                                            | Ernst Hoppe / Annelore Deppner (Turbine Potsdam)                                     | Heinz-Joachim Fölsche / Christel Bernst (Lok Magdeburg / Lok Erfurt)                | Helmut Huch / Karin Sennewald (Lok Blankenburg / Lok Magdeburg)                    |

## Die Sieger und Platzierten der AK III
| Saison    | Disziplin    | Erster                                                                               | Zweiter                                                                              | Dritter                                                                              | Dritter                                                                                 |
| --------- | ------------ | ------------------------------------------------------------------------------------ | ------------------------------------------------------------------------------------ | ------------------------------------------------------------------------------------ | --------------------------------------------------------------------------------------- |
| 1962/1963 | Herreneinzel | Hackenberg (Berliner Glühlampenwerk)                                                 | Hans Lincke (Aufbau Leipzig)                                                         | Walter Skobowsky (Aktivist Tröbitz)                                                  | -                                                                                       |
| 1962/1963 | Dameneinzel  | nicht ausgetragen                                                                    | nicht ausgetragen                                                                    | nicht ausgetragen                                                                    | nicht ausgetragen                                                                       |
| 1962/1963 | Herrendoppel | nicht ausgetragen                                                                    | nicht ausgetragen                                                                    | nicht ausgetragen                                                                    | nicht ausgetragen                                                                       |
| 1962/1963 | Damendoppel  | nicht ausgetragen                                                                    | nicht ausgetragen                                                                    | nicht ausgetragen                                                                    | nicht ausgetragen                                                                       |
| 1962/1963 | Mixed        | nicht ausgetragen                                                                    | nicht ausgetragen                                                                    | nicht ausgetragen                                                                    | nicht ausgetragen                                                                       |
| 1963/1964 | Damendoppel  | Annemarie Metschke / Lydia Wagner (Lok Falkenberg)                                   | Brigitte Graichen / Lonny Baschke (Aktivist Dorndorf / Traktor Doberlug-Kirchhain)   |                                                                                      |                                                                                         |
| 1963/1964 | Mixed        | Waldemar Pfeffer / Brigitte Graichen (Medizin Ilmenau / Aktivist Dorndorf)           | Gerhard Wagner / Lydia Wagner (Lok Falkenberg)                                       | Heinz Färber / Annemarie Metschke (Aktivist Tröbitz / Lok Falkenberg)                |                                                                                         |
| 1963/1964 | Herrendoppel | Waldemar Pfeffer / Kurt Griesbach (Medizin Ilmenau / Stahl Rasberg)                  | Helmut Herbig / Kluga (Chemie Lützkendorf / Halle)                                   | Gerhard Wagner / Werner Hustan (Lok Falkenberg / Traktor Doberlug-Kirchhain)         |                                                                                         |
| 1963/1964 | Dameneinzel  | Marianne Brandt (Motor Köpenick)                                                     | Erika Neefe (Medizin Markkleeberg)                                                   | Feist (Dynamo Freiberg)                                                              |                                                                                         |
| 1963/1964 | Herreneinzel | Waldemar Pfeffer (Medizin Ilmenau)                                                   | Werner Lüder (Berlin)                                                                |                                                                                      |                                                                                         |
| 1964/1965 | Damendoppel  |                                                                                      |                                                                                      |                                                                                      |                                                                                         |
| 1964/1965 | Mixed        |                                                                                      |                                                                                      |                                                                                      |                                                                                         |
| 1964/1965 | Herrendoppel |                                                                                      |                                                                                      |                                                                                      |                                                                                         |
| 1964/1965 | Dameneinzel  | Charlotte Smutny (Stahl Kirchmöser)                                                  |                                                                                      |                                                                                      |                                                                                         |
| 1964/1965 | Herreneinzel | Hans Mushak (Fortschritt Annaberg-Buchholz)                                          |                                                                                      |                                                                                      |                                                                                         |
| 1965/1966 | Dameneinzel  | Marianne Brandt (Motor Köpenick)                                                     | Hildegard Strasdeit (Aktivist Niederwürschnitz)                                      | Inge Päperer (Vekoma Bühlau)                                                         |                                                                                         |
| 1965/1966 | Herreneinzel | Hans Mushak (Annaberg-Buchholz)                                                      | Hans-Rudi Pietsch (Einheit Rathenow)                                                 | Gerhard Wagner (Lok Falkenberg)                                                      |                                                                                         |
| 1966/1967 | Herreneinzel | Kurt Griesbach (Stahl Rasberg)                                                       | Heinrich Schiche (ISG Bernstadt)                                                     | Karl Legel (Stahl Kirchmöser)                                                        |                                                                                         |
| 1967/1968 | Herreneinzel |                                                                                      |                                                                                      |                                                                                      |                                                                                         |
| 1967/1968 | Dameneinzel  |                                                                                      |                                                                                      |                                                                                      |                                                                                         |
| 1968/1969 | Herreneinzel | Hans Lincke (Aufbau Leipzig)                                                         | Kurt Griesbach (Stahl Rasberg)                                                       | Heinz Schneider (Motor Köpenick)                                                     |                                                                                         |
| 1969/1970 | Herreneinzel | Hans Lincke (Aufbau Leipzig)                                                         | Walter Skobowsky (Aktivist Tröbitz)                                                  | Kurt Griesbach (Stahl Rasberg)                                                       |                                                                                         |
| 1970/1971 | Damendoppel  |                                                                                      |                                                                                      |                                                                                      |                                                                                         |
| 1970/1971 | Dameneinzel  |                                                                                      |                                                                                      |                                                                                      |                                                                                         |
| 1970/1971 | Herrendoppel |                                                                                      |                                                                                      |                                                                                      |                                                                                         |
| 1970/1971 | Mixed        |                                                                                      |                                                                                      |                                                                                      |                                                                                         |
| 1970/1971 | Herreneinzel |                                                                                      |                                                                                      |                                                                                      |                                                                                         |
| 1971/1972 | Herreneinzel | Hans Lincke (Aufbau Leipzig)                                                         | Kurt Griesbach (Stahl Rasberg)                                                       | Franz Szytniewsky (Fortschritt Auerbach)                                             | Heinz Schneider (Motor Köpenick)                                                        |
| 1971/1972 | Mixed        | Heinz Schneider / Inge Schneider (Motor Köpenick)                                    |                                                                                      |                                                                                      |                                                                                         |
| 1972/1973 | Herreneinzel | Hans Lincke (Aufbau Leipzig)                                                         | Heinz Schneider (Motor Köpenick)                                                     | Heinrich Schiche (ISG Bernstadt)                                                     | Gerhard Wagner (Lok Falkenberg)                                                         |
| 1973/1974 | Damendoppel  |                                                                                      |                                                                                      |                                                                                      |                                                                                         |
| 1973/1974 | Herreneinzel | Hans-Rudi Pietsch (Einheit Rathenow)                                                 | Franz Szytniewski (Fortschritt Auerbach)                                             | Heinz Schneider (Motor Köpenick)                                                     | Roland Ahnert (Chemie Karl-Marx-Stadt)                                                  |
| 1974/1975 | Dameneinzel  | Sigrid Ahnert (Chemie Karl-Marx-Stadt)                                               | Inge Päperer (Vekoma Bühlau)                                                         | Carla Schmiedel (Motor Grubenlampe Zwickau)                                          | Hildegard Gerhardt (Traktor Hoym)                                                       |
| 1974/1975 | Herrendoppel | Hans Graeber / Hans Lincke (Motor Köpenick / Aufbau Leipzig)                         | Hahn / Kurt Griesbach (Einheit Zerbst / Stahl Rasberg)                               | Kurt Hemp / Heinz Schneider (Lok Schwerin / Motor Köpenick)                          | Michael Billmann / Heinrich Schiche (Fortschritt Eibau / ISG Bernstadt)                 |
| 1974/1975 | Herreneinzel | Hans-Rudi Pietsch (Einheit Rathenow)                                                 | Michael Billmann (Fortschritt Eibau)                                                 | Hans Graeber (Motor Köpenick)                                                        | Franz Szytniewski (Fortschritt Auerbach)                                                |
| 1975/1976 | Dameneinzel  | Susi Spiegel (Dynamo Heyrothsberge)                                                  | Sigrid Ahnert (Chemie Karl-Marx-Stadt)                                               |                                                                                      |                                                                                         |
| 1975/1976 | Herreneinzel | Hans Mushak (Fortschritt Annaberg-Buchholz)                                          |                                                                                      | Roland Ahnert (Chemie Karl-Marx-Stadt)                                               |                                                                                         |
| 1975/1976 | Herrendoppel | Hans Mushak (Fortschritt Annaberg-Buchholz) / Hans Schmidt (Einheit Rathenow)        |                                                                                      |                                                                                      |                                                                                         |
| 1975/1976 | Mixed        |                                                                                      |                                                                                      |                                                                                      |                                                                                         |
| 1975/1976 | Damendoppel  | Sigrid Ahnert / Carla Schmiedel (Chemie Karl-Marx-Stadt / Motor Grubenlampe Zwickau) |                                                                                      |                                                                                      |                                                                                         |
| 1976/1977 | Dameneinzel  | Inge Schneider (Motor Köpenick)                                                      | Hilde Gerhardt (Traktor Hoym)                                                        | Sigrid Ahnert (Chemie Karl-Marx-Stadt)                                               |                                                                                         |
| 1976/1977 | Damendoppel  | Margot Kohlsche / Inge Päperer (Lok Dresden / Vekoma Bühlau)                         | Sigrid Ahnert / Carla Schmiedel (Chemie Karl-Marx-Stadt / Motor Grubenlampe Zwickau) |                                                                                      |                                                                                         |
| 1976/1977 | Herreneinzel | Heinz Braasch (Aufbau Demmin)                                                        | Lothar Schmiedel (Motor Grubenlampe Zwickau)                                         | Hans Mushak (Fortschritt Annaberg-Buchholz)                                          | Günter Stärk (HSG DHfK Leipzig)                                                         |
| 1976/1977 | Mixed        | Heinz Braasch / Inge Schneider (Aufbau Demmin / Motor Köpenick)                      | Lothar Schmiedel / Carla Schmiedel (Motor Grubenlampe Zwickau)                       | Roland Ahnert / Sigrid Ahnert (Chemie Karl-Marx-Stadt)                               |                                                                                         |
| 1976/1977 | Herrendoppel | Hans-Rudi Pietsch / Hans Schmidt (Einheit Rathenow / Einheit Königs Wusterhausen)    | Heinz Braasch / Hans Gräber (Aufbau Demmin / Motor Köpenick)                         | Hans Kruschwitz / Günter Stärk (HSG DHfK Leipzig)                                    | Roland Ahnert / Lothar Schmiedel (Chemie Karl-Marx-Stadt / Motor Grubenlampe Zwickau)   |
| 1977/1978 | Mixed        | Heinz Braasch / Inge Schneider (Aufbau Demmin / Motor Köpenick)                      | Rudolf Päperer / Inge Päperer (Vekoma Bühlau)                                        |                                                                                      |                                                                                         |
| 1977/1978 | Herreneinzel | Heinz Braasch (Demmin)                                                               | Hans Schmidt (Einheit Königs Wusterhausen)                                           | Joseph Zimmer (Lok Pritzwalk)                                                        | Rudolf Päperer (TSG Bühlau)                                                             |
| 1977/1978 | Dameneinzel  | Inge Schneider (Motor Köpenick)                                                      | Susi Spiegel (Dynamo Heyrothsberge)                                                  |                                                                                      |                                                                                         |
| 1977/1978 | Herrendoppel | Hans-Rudi Pietsch / Hans Schmidt (Einheit Rathenow / Einheit Königs Wusterhausen)    | Heinz Braasch / Hans Graeber (Aufbau Demmin / Motor Köpenick Berlin)                 | Kurt Griesbach / Roland Ahnert (Stahl Rasberg / Chemie Karl-Marx-Stadt)              | Hans Kruschwitz / Günther Stärk (HSG DHfK Leipzig)                                      |
| 1977/1978 | Damendoppel  | Sigrid Ahnert / Inge Schneider (Chemie Karl-Marx-Stadt / Motor Köpenick)             | Margot Kohlsche / Inge Päperer (Lok Dresden / Vekoma Bühlau)                         |                                                                                      |                                                                                         |
| 1978/1979 | Herreneinzel | Heinz Braasch (Aufbau Demmin)                                                        | Joseph Zimmer (Lok Pritzwalk)                                                        | Hans Mushak (Plasticart Annaberg-Buchholz)                                           | Hanz Kruschwitz (HSG DHfK Leipzig)                                                      |
| 1978/1979 | Herrendoppel | Joseph Zimmer / Heinz Braasch (Lok Pritzwalk / Aufbau Demmin)                        | Hans Kruschwitz / Günther Stärk (HSG DHfK Leipzig)                                   | Hans Schmidt / Hans-Rudi Pietsch (Einheit Königs Wusterhausen / Einheit Rathenow)    | Rudolf Päperer / Heinz Heese (Vekoma Bühlau / Pentacon Görlitz)                         |
| 1978/1979 | Dameneinzel  | Inge Schneider (Motor Köpenick)                                                      | Susi Spiegel (Dynamo Heyrothsberge)                                                  | Inge Päperer (Vekoma Bühlau)                                                         | Sigrid Ahnert (Chemie Karl-Marx-Stadt)                                                  |
| 1978/1979 | Mixed        | Heinz Braasch / Inge Schneider (Aufbau Demmin / Motor Köpenick)                      | Hans Schmidt / Hildegard Gerhard (Einheit Königs Wusterhausen / Traktor Hoym)        | Hans Kruschwitz / Inge Jenkel (HSG DHfK Leipzig / Lok Stahlbau Dessau)               | Hans Lincke / Susi Spiegel (Aufbau Leipzig / Dynamo Heyrothsberge)                      |
| 1978/1979 | Damendoppel  | Susi Spiegel / Hildegard Gerhardt (Dynamo Heyrothsberge / Traktor Hoym)              | Sigrid Ahnert / Inge Schneider (Chemie Karl-Marx-Stadt / Motor Köpenick)             | Inge Päperer / Margot Kohlsche (Vekoma Bühlau / Lok Dresden)                         |                                                                                         |
| 1979/1980 | Mixed        | Hans Ruckenbrot / (Medizin Markkleeberg / )                                          |                                                                                      | Hans Kruschwitz / Christa Neitzsch (HSG DHfK Leipzig)                                |                                                                                         |
| 1979/1980 | Dameneinzel  | Susi Spiegel (Dynamo Heyrothsberge)                                                  | Elli Suba (TSG Lübbenau)                                                             | Christa Neitzsch (HSG DHfK Leipzig)                                                  |                                                                                         |
| 1979/1980 | Herrendoppel | Heinz Braasch / Joseph Zimmer (Aufbau Demmin / Lok Pritzwalk)                        |                                                                                      | Hans Kruschwitz / Günter Stärk (HSG DHfK Leipzig)                                    |                                                                                         |
| 1979/1980 | Herreneinzel | Zimmer, Helfricht oder Schmidt                                                       | Zimmer, Helfricht oder Schmidt                                                       | Zimmer, Helfricht oder Schmidt                                                       | Hanz Kruschwitz (HSG DHfK Leipzig)                                                      |
| 1979/1980 | Damendoppel  |                                                                                      | Susi Spiegel / Hildegard Gerhardt (Dynamo Heyrothsberge / Traktor Hoym)              | Christa Neitzsch / Elli Suba (HSG DHfK Leipzig / TSG Lübbenau)                       |                                                                                         |
| 1980/1981 | Dameneinzel  | Christa Neitzsch (HSG DHfK Leipzig)                                                  | Susi Spiegel (Dynamo Heyrothsberge)                                                  | Elli Suba (TSG Lübbenau)                                                             | Gisela Lorenz (KWO Berlin)                                                              |
| 1980/1981 | Herreneinzel | Hans Ruckenbrodt (Medizin Markkleeberg)                                              | Werner Busse (Lok Magdeburg)                                                         | Dietrich Kölling (Medizin Luckau)                                                    | Gert Marhold (HSG DHfK Leipzig)                                                         |
| 1980/1981 | Damendoppel  | Christa Neitzsch / Elli Suba (HSG DHfK Leipzig / TSG Lübbenau)                       | Susi Spiegel / Hildegard Gerhardt (Dynamo Heyrothsberge / Traktor Hoym)              | Tackel / Gisela Lorenz (Motor Köpenick)                                              | -                                                                                       |
| 1980/1981 | Herrendoppel | Hans Ruckenbrodt / Gert Marhold (Medizin Markkleeberg / HSG DHfK Leipzig)            | Werner Busse / Rolf Helfricht (Lok Magdeburg / Wissenschaft Freiberg)                | Heinz Braasch / Joseph Zimmer (Aufbau Demmin / Lok Pritzwalk)                        | Hans Mushak / Hans Schmidt (Plasticart Annaberg-Buchholz / Einheit Königs Wusterhausen) |
| 1980/1981 | Mixed        | Hans Ruckenbrodt / Christa Neitzsch (Medizin Markkleeberg / HSG DHfK Leipzig)        | Horst Iske / Elli Suba (HSG DHfK Leipzig / TSG Lübbenau)                             | Joseph Zimmer / Susi Spiegel (Lok Pritzwalk / Dynamo Heyrothsberge)                  | Rolf Helfricht / Erika Roscher (Wissenschaft Freiberg)                                  |
| 1981/1982 | Dameneinzel  | Christa Neitzsch (HSG DHfK Leipzig)                                                  | Susi Spiegel (Dynamo Heyrothsberge)                                                  | Gisela Lorenz (KWO Berlin)                                                           | Ute Menzel (Chemie Karl-Marx-Stadt)                                                     |
| 1981/1982 | Damendoppel  | Christa Neitzsch / Ingeborg Beinert (HSG DHfK Leipzig / Einheit Pädagogik Leipzig)   | Susi Spiegel / Hildegard Gerhardt (Dynamo Heyrothsberge / Traktor Hoym)              | Gisela Lorenz / Inge Jenkel (KWO Berlin / Lok Stahlbau Dessau)                       | Ute Menzel / Christa Hühnerkopf (Chemie Karl-Marx-Stadt)                                |
| 1981/1982 | Herreneinzel | Werner Busse (Lok Magdeburg)                                                         | Hans Ruckenbrot (Medizin Markkleeberg)                                               | Rolf Helfricht (Wissenschaft Freiberg)                                               | Joseph Zimmer (Lok Pritzwalk)                                                           |
| 1981/1982 | Herrendoppel | Werner Busse / Rolf Helfricht (Lok Magdeburg / Wissenschaft Freiberg)                | Gert Marhold / Hans Ruckenbrot (HSG DHfK Leipzig / Medizin Markkleeberg)             | Joseph Zimmer / Rudolf Päperer (Lok Pritzwalk / Vekoma Bühlau)                       | Dietrich Nitzschkowski / Wolfgang Hindenberg (Rotation Pößneck / Lok Saalfeld)          |
| 1981/1982 | Mixed        | Hans Ruckenbrot / Christa Neitzsch (Medizin Markkleeberg / HSG DHfK Leipzig)         | Werner Busse / Christa Hühnerkopf (Lok Magdeburg / Chemie Karl-Marx-Stadt)           | Heinz Braasch / Dorita Helms (Aufbau Demmin / Turbine Schwerin)                      | Joseph Zimmer / Susi Spiegel (Lok Pritzwalk / Dynamo Heyrothsberge)                     |
| 1982/1983 | Herreneinzel | Hans Ruckenbrodt (Medizin Markkleeberg)                                              | Werner Busse (Lok Magdeburg)                                                         | Gert Marhold (HSG DHfK Leipzig)                                                      | Rolf Helfricht (Wissenschaft Freiberg)                                                  |
| 1982/1983 | Mixed        | Hans Ruckenbrodt / Christa Neitzsch (Medizin Markkleeberg / HSG DHfK Leipzig)        | Heinz Braasch / Dorita Helms (Aufbau Demmin / Turbine Schwerin)                      | Heinz Beinert / Ingeborg Beinert (Einheit Pädagogik Leipzig)                         | Rolf Helfricht / Ute Menzel (Wissenschaft Freiberg / Chemie Karl-Marx-Stadt)            |
| 1982/1983 | Dameneinzel  | Rita Gerst (Gaselan Fürstenwalde)                                                    | Christa Neitzsch (HSG DHfK Leipzig)                                                  | Gerlind Dolniczek (Lok Magdeburg)                                                    | Gisela Lorenz (KWO Berlin)                                                              |
| 1982/1983 | Herrendoppel | Hans Ruckenbrodt / Gert Marhold (Medizin Markkleeberg / HSG DHfK Leipzig)            | Joseph Zimmer / Dietrich Nitzschkowsky (Lok Pritzwalk / Rotation Pößneck)            | Waldo Bellmann / Manfred Laux (Wissenschaft Freiberg / Turbine Markranstädt)         | Werner Busse / Rolf Helfricht (Lok Magdeburg / Wissenschaft Freiberg)                   |
| 1982/1983 | Damendoppel  | Rita Gerst / Gerlind Dolniczek (Gaselan Fürstenwalde / Lok Magdeburg)                | Ute Menzel / Christa Hühnerkopf (Chemie Karl-Marx-Stadt)                             | Christa Neitzsch / Ingeborg Beinert (HSG DHfK Leipzig / Einheit Pädagogik Leipzig)   | Inge Jenkel / Gisela Lorenz (Lok Stahlbau Dessau / KWO Berlin)                          |
| 1983/1984 | Mixed        | Hans Ruckenbrot / Christa Neitzsch (Medizin Markkleeberg / HSG DHfK Leipzig)         | Ingo Israel / Gisela Lorenz (Lok Leipzig Mitte / KWO Berlin)                         | Rolf Helfricht / Ute Menzel (Wissenschaft Freiberg / Chemie Karl-Marx-Stadt)         | Werner Busse / Gerlind Dolniczek (Lok Magdeburg)                                        |
| 1983/1984 | Herrendoppel | Hans Ruckenbrot / Heinz Beinert (Medizin Markkleeberg / Einheit Pädagogik Leipzig)   | Werner Busse / Rolf Helfricht (Lok Magdeburg / Wissenschaft Freiberg)                | Waldo Bellmann / Manfred Laux (Wissenschaft Freiberg / Turbine Markranstädt)         | Dieter Kohlsche / Horst Iske (Lok Dresden / HSG DHfK Leipzig)                           |
| 1983/1984 | Damendoppel  | Gisela Werther / Marianne Werder (Stahl Merseburg / Aktivist Meuselwitz)             | Gerlind Dolniczek / Rita Gerst (Lok Magdeburg / Gaselan Fürstenwalde)                | Ute Menzel / Christa Hühnerkopf (Chemie Karl-Marx-Stadt)                             | Christa Neitzsch / Ingeborg Beinert (HSG DHfK Leipzig / Einheit Pädagogik Leipzig)      |
| 1983/1984 | Herreneinzel | Hans Ruckenbrot (Medizin Markkleeberg)                                               | Werner Busse (Lok Magdeburg)                                                         | Heinz Beinert (Einheit Pädagogik Leipzig)                                            | Rolf Helfricht (Wissenschaft Freiberg)                                                  |
| 1983/1984 | Dameneinzel  | Christa Neitzsch (HSG DHfK Leipzig)                                                  | Rita Gerst (Gaselan Fürstenwalde)                                                    | Gisela Lorenz (KWO Berlin)                                                           | Marianne Werder (Aktivist Meuselwitz)                                                   |
| 1984/1985 | Herreneinzel | Hans Ruckenbroft (Medizin Markkleeberg)                                              | Gerhard Grabski (Einheit Pädagogik Leipzig)                                          | Rolf Helfricht (Wissenschaft Freiberg)                                               | Heinz Beinert (Einheit Pädagogik Leipzig)                                               |
| 1984/1985 | Herrendoppel | Ingo Israel / Rolf Gerth (Lok Leipzig-Mitte)                                         | Hans Ruckenbrodt / Heinz Beinert (Medizin Markkleeberg / Einheit Pädagogik Leipzig)  | Rolf Helfricht / Werner Busse (Wissenschaft Freiberg / Lok Magdeburg)                | Scupin / Winfried Müller (Berlin / Chemie Weißwasser)                                   |
| 1984/1985 | Damendoppel  | Gisela Werther / Marianne Werder (Stahl Merseburg / Aktivist Meuselwitz)             | Christa Neitzsch / Beate Müller (HSG DHfK Leipzig)                                   | Rita Gerst / Gerlind Dolniczek (Gaselan Fürstenwalde / Lok Magdeburg)                | Ute Menzel / Christa Hühnerkopf (Chemie Karl-Marx-Stadt)                                |
| 1984/1985 | Dameneinzel  | Marianne Werder (Aktivist Meuselwitz)                                                | Rita Gerst (Gaselan Fürstenwalde)                                                    | Beate Müller (HSG DHfK Leipzig)                                                      | Christel Bernst / Sigrid Fischer (Lok Erfurt)                                           |
| 1984/1985 | Mixed        | Rolf Gerth / Marianne Werder (Lok Leipzig-Mitte / Aktivist Meuselwitz)               | Heinz Beinert / Ingeborg Beinert (Einheit Pädagogik Leipzig)                         | Werner Busse / Gerlind Dolniczek (Lok Magdeburg)                                     | Nethe / Karin Becke (Dresden / Vekoma Bühlau)                                           |
| 1985/1986 | Mixed        | Rolf Gerth / Gisela Werther (Lok Mitte Leipzig / Stahl Merseburg)                    | Werner Busse / Sigrid Fischer (Lok Magdeburg / Einheit Gotha)                        | Hans Ruckenbrot / Christa Neitzsch (Medizin Markkleeberg / HSG DHfK Leipzig)         | Ingo Israel / Gisela Lorenz (Lok Leipzig Mitte / KWO Berlin)                            |
| 1985/1986 | Dameneinzel  | Beate Müller (HSG DHfK Leipzig)                                                      | Rita Gerst (Gaselan Fürstenwalde)                                                    | Christa Neitzsch (HSG DHfK Leipzig)                                                  | Christel Bernst (Lok Erfurt)                                                            |
| 1985/1986 | Damendoppel  | Christa Neitzsch / Beate Müller (HSG DHfK Leipzig)                                   | Gatzke / Gisela Werther (Lok Stahlbau Dessau / Stahl Merseburg)                      | Christel Bernst / Sigrid Fischer (Lok Erfurt / Einheit Gotha)                        | Ute Menzel / Christa Hühnerkopf (Chemie Karl-Marx-Stadt)                                |
| 1985/1986 | Herreneinzel | Karl-Heinz Bauer (Wissenschaft Freiberg)                                             | Rolf Gerth (Lok Mitte Leipzig)                                                       | Hans Ruckenbrot (Medizin Markkleeberg)                                               | Werner Busse (Lok Magdeburg)                                                            |
| 1985/1986 | Herrendoppel | Ingo Israel / Rolf Gerth (Lok Leipzig Mitte)                                         | Karl-Heinz Bauer / Rudolf Roscher (Wissenschaft Freiberg)                            | Rolf Helfricht / Werner Busse (Wissenschaft Freiberg / Lok Magdeburg)                | Scupin / Winfried Müller (Berlin / Chemie Weißwasser)                                   |
| 1986/1987 | Herreneinzel | Rolf Gerth (Lok Leipzig Mitte)                                                       | Fritz Raubold (Medizin Borna)                                                        | Hans-Peter Meyer (Einheit Greifswald)                                                | Gottfried Neef (Wismut Aue)                                                             |
| 1986/1987 | Damendoppel  | Gisela Werther / Gerlind Dolniczek (Stahl Merseburg / Lok Magdeburg)                 | Christa Neitzsch / Beate Müller (HSG DHfK Leipzig)                                   | Sigrid Fischer / Christel Bernst (Einheit Gotha / Lok Erfurt)                        | Karin Becke / Sibylle Ostermann (Vekoma Bühlau / HSG Wissenschaft Rostock)              |
| 1986/1987 | Herrendoppel | Karl-Heinz Bauer / Rudolf Roscher (Wissenschaft Freiberg)                            | Rolf Gerth / Ingo Israel (Lok Leipzig Mitte)                                         | Hans Ruckenbrodt / Heinz Beinert (Medizin Markkleeberg / Einheit Pädagogik Leipzig)  | Manfred Greif / Klaus Joachim (Wissenschaft Freiberg / Chemie Karl-Marx-Stadt)          |
| 1986/1987 | Dameneinzel  | Beate Müller (HSG DHfK Leipzig)                                                      | Gisela Werther (Stahl Merseburg)                                                     | Sigrid Fischer (Einheit Gotha)                                                       | Christel Bernst (Lok Erfurt)                                                            |
| 1986/1987 | Mixed        | Rolf Gerth / Gisela Werther (Lok Leipzig Mitte / Stahl Merseburg)                    | Manfred Greif / Heidi Langer (Wissenschaft Freiberg / Motor Marienberg)              | Hans-Peter Meyer / Sibylle Ostermann (Einheit Greifswald / HSG Wissenschaft Rostock) | Ingo Israel / Gisela Lorenz (Lok Leipzig Mitte / KWO Berlin)                            |
| 1987/1988 | Herreneinzel | Joachim Köstler (Lok Dresden)                                                        | Hans-Peter Meyer (Einheit Greifswald)                                                | Fritz Raubold (Medizin Borna)                                                        | Rolf Gerth (Lok Leipzig Mitte)                                                          |
| 1987/1988 | Damendoppel  | Gisela Werther / Marianne Werder (Stahl Merseburg / Aktivist Meuselwitz)             | Sigrid Fischer / Christel Bernst (Einheit Gotha / Lok Erfurt)                        | Rita Gerst / Heidemarie Kleefeld (Gaselan Fürstenwalde)                              | Beate Müller / Gerlind Dolniczek (HSG DHfK Leipzig / Lok Magdeburg)                     |
| 1987/1988 | Dameneinzel  | Beate Müller (HSG DHfK Leipzig)                                                      | Rita Gerst (Gaselan Fürstenwalde)                                                    | Karin Becke (Vekoma Bühlau)                                                          | Gisela Werther (Stahl Merseburg)                                                        |
| 1987/1988 | Mixed        | Joachim Köstler / Renate Hoppe (Lok Dresden / Turbine Potsdam)                       | Peter Dathe / Christel Bernst (Lok Erfurt)                                           | Rolf Gerth / Gisela Werther (Leipzig / Stahl Merseburg)                              | Ingo Israel / Gisela Lorenz (Lok Leipzig Mitte / KWO Berlin)                            |
| 1987/1988 | Herrendoppel | Peter Dathe / Horst Lachmann (Lok Erfurt / Einheit Sömmerda)                         | Rolf Gerth / Ingo Israel (Lok Leipzig Mitte)                                         | Manfred Greif / Klaus Joachim (Wissenschaft Freiberg / Karl-Marx-Stadt)              | Karl-Heinz Bauer / Rudolf Roscher (Wissenschaft Freiberg)                               |
| 1988/1989 | Mixed        | Peter Dathe / Christel Bernst (Lok Erfurt)                                           | Joachim Köstler / Renate Hoppe (Lok Dresden / Turbine Potsdam)                       | Rolf Gerth / Marianne Werder (Lok Leipzig Mitte / Aktivist Meuselwitz)               | Fritz Raubold / Beate Müller (Medizin Borna / HSG DHfK Leipzig)                         |
| 1988/1989 | Herreneinzel | Joachim Köstler (Lok Dresden)                                                        | Klaus Adam (EBT Berlin)                                                              | Rolf Gerth (Lok Leipzig Mitte)                                                       | Manfred Greif (Wissenschaft Freiberg)                                                   |
| 1988/1989 | Herrendoppel | Peter Dathe / Horst Lachmann (Lok Erfurt / Einheit Sömmerda)                         | Herbert Quaasdorf / Joachim Köstler (FSG Coswig / Lok Dresden)                       | Karl-Heinz Bauer / Rudolf Roscher (Wissenschaft Freiberg)                            | Hans Abraham / Klaus Adam (EBT Berlin)                                                  |
| 1988/1989 | Damendoppel  | Marianne Werder / Beate Müller (Aktivist Meuselwitz / HSG DHfK Leipzig)              | Christel Bernst / Sigrid Fischer (Lok Erfurt / Einheit Gotha)                        | Gerlind Dolniczek / Renate Levin (Lok Magdeburg / Motor Annaberg)                    | Christel Kopatz / Monika List (EBT Berlin / Post Berlin)                                |
| 1988/1989 | Dameneinzel  | Marianne Werder (Aktivist Meuselwitz)                                                | Beate Müller (HSG DHfK Leipzig)                                                      | Gerlind Dolniczek (Lok Magdeburg)                                                    | Renate Hoppe (Turbine Potsdam)                                                          |
| 1989/1990 | Herreneinzel | Joachim Köstler (Lok Dresden)                                                        | Peter Dolniczek (Lok Magdeburg)                                                      | Helmut Standfuß (Post Berlin)                                                        | Eberhard Werther (Stahl Merseburg)                                                      |
| 1989/1990 | Herrendoppel | Herbert Quaasdorf / Joachim Köstler (FSG Coswig / Lok Dresden)                       | Eberhard Werther / Hans Kleemann (Stahl Merseburg / FSG Coswig)                      | Manfred Willer / Hans Abraham (Elektronik Teltow / EBT Berlin)                       | Helmut Standfuß / Peter Dolniczek (Post Berlin / Lok Magdeburg)                         |
| 1989/1990 | Dameneinzel  | Monika List (Post Berlin)                                                            | Sigrid Fischer (Einheit Gotha)                                                       | Hannelore Leschke (Post Berlin)                                                      | Renate Hoppe (Turbine Potsdam)                                                          |
| 1989/1990 | Mixed        | Helmut Standfuß / Roswitha Greiner (Post Berlin)                                     | Eberhard Werther / Sigrid Fischer (Stahl Merseburg / Einheit Gotha)                  | Walter Kapferer / Ute Kosmehl (Fortschritt Meerane)                                  | Peter Dolniczek / Gerlind Dolniczek (Lok Magdeburg)                                     |
| 1989/1990 | Damendoppel  | Christel Bernst / Sigrid Fischer (Lok Erfurt / Einheit Gotha)                        | Roswitha Greiner / Hannelore Leschke (Post Berlin)                                   | Monika List / Anneliese Hollmann (Post Berlin / Einheit Schwerin)                    | Heidi Langer / Christa Schendel (Motor Marienberg / Fortschritt Meerane)                |

## Die Sieger und Platzierten der AK IV
| Saison    | Disziplin    | Erster                                                                        | Zweiter                                                                             | Dritter                                                                       | Dritter                                                                             |
| --------- | ------------ | ----------------------------------------------------------------------------- | ----------------------------------------------------------------------------------- | ----------------------------------------------------------------------------- | ----------------------------------------------------------------------------------- |
| 1962/1963 | Herreneinzel | Kurt Griesbach (Stahl Rasberg)                                                | Heinz Schneider (Motor Köpenick)                                                    | Karl Legel (Stahl Kirchmöser)                                                 | -                                                                                   |
| 1962/1963 | Dameneinzel  | nicht ausgetragen                                                             | nicht ausgetragen                                                                   | nicht ausgetragen                                                             | nicht ausgetragen                                                                   |
| 1962/1963 | Herrendoppel | nicht ausgetragen                                                             | nicht ausgetragen                                                                   | nicht ausgetragen                                                             | nicht ausgetragen                                                                   |
| 1962/1963 | Damendoppel  | nicht ausgetragen                                                             | nicht ausgetragen                                                                   | nicht ausgetragen                                                             | nicht ausgetragen                                                                   |
| 1962/1963 | Mixed        | nicht ausgetragen                                                             | nicht ausgetragen                                                                   | nicht ausgetragen                                                             | nicht ausgetragen                                                                   |
| 1963/1964 | Herreneinzel | Hans Lincke (Aufbau Leipzig)                                                  | Heinz Schneider (Motor Köpenick)                                                    | Hubert Katzor (Medizin Luckau)                                                | -                                                                                   |
| 1963/1964 | Dameneinzel  | nicht ausgetragen                                                             | nicht ausgetragen                                                                   | nicht ausgetragen                                                             | nicht ausgetragen                                                                   |
| 1963/1964 | Herrendoppel | nicht ausgetragen                                                             | nicht ausgetragen                                                                   | nicht ausgetragen                                                             | nicht ausgetragen                                                                   |
| 1963/1964 | Damendoppel  | nicht ausgetragen                                                             | nicht ausgetragen                                                                   | nicht ausgetragen                                                             | nicht ausgetragen                                                                   |
| 1963/1964 | Mixed        | nicht ausgetragen                                                             | nicht ausgetragen                                                                   | nicht ausgetragen                                                             | nicht ausgetragen                                                                   |
| 1964/1965 | Herrendoppel |                                                                               |                                                                                     |                                                                               |                                                                                     |
| 1964/1965 | Herreneinzel |                                                                               |                                                                                     |                                                                               |                                                                                     |
| 1964/1965 | Dameneinzel  |                                                                               |                                                                                     |                                                                               |                                                                                     |
| 1964/1965 | Damendoppel  |                                                                               |                                                                                     |                                                                               |                                                                                     |
| 1964/1965 | Mixed        |                                                                               |                                                                                     |                                                                               |                                                                                     |
| 1965/1966 | Herreneinzel | Hans Lincke (Aufbau Leipzig)                                                  | Helmut Herbig (Chemie Lützkendorf)                                                  | Gottfried Woytek (EBT Berlin)                                                 |                                                                                     |
| 1967/1968 | Herreneinzel |                                                                               |                                                                                     |                                                                               |                                                                                     |
| 1967/1968 | Dameneinzel  |                                                                               |                                                                                     |                                                                               |                                                                                     |
| 1970/1971 | Herreneinzel |                                                                               |                                                                                     |                                                                               |                                                                                     |
| 1970/1971 | Dameneinzel  |                                                                               |                                                                                     |                                                                               |                                                                                     |
| 1970/1971 | Herrendoppel |                                                                               |                                                                                     |                                                                               |                                                                                     |
| 1970/1971 | Damendoppel  |                                                                               |                                                                                     |                                                                               |                                                                                     |
| 1970/1971 | Mixed        |                                                                               |                                                                                     |                                                                               |                                                                                     |
| 1975/1976 | Herreneinzel |                                                                               |                                                                                     |                                                                               |                                                                                     |
| 1975/1976 | Dameneinzel  |                                                                               |                                                                                     |                                                                               |                                                                                     |
| 1975/1976 | Herrendoppel |                                                                               |                                                                                     |                                                                               |                                                                                     |
| 1975/1976 | Damendoppel  |                                                                               |                                                                                     |                                                                               |                                                                                     |
| 1975/1976 | Mixed        |                                                                               |                                                                                     |                                                                               |                                                                                     |
| 1976/1977 | Herreneinzel | Hans Lincke (Aufbau Leipzig)                                                  | Kurt Griesbach (Stahl Rasberg)                                                      | Horst Spiegelhauer (SG Robur Zittau)                                          |                                                                                     |
| 1977/1978 | Herreneinzel | Hans Lincke (Aufbau Leipzig)                                                  | Kurt Griesbach (Stahl Rasberg)                                                      |                                                                               |                                                                                     |
| 1978/1979 | Herreneinzel | Hans Lincke (Aufbau Leipzig)                                                  | Horst Spiegelhauer (SG Robur Zittau)                                                | Fritz Wackwitz (Dynamo Leipzig)                                               |                                                                                     |
| 1979/1980 | Mixed        |                                                                               |                                                                                     |                                                                               |                                                                                     |
| 1979/1980 | Herrendoppel | Hans Lincke / Fritz Wackwitz (Aufbau Leipzig / Dynamo Leipzig)                |                                                                                     |                                                                               |                                                                                     |
| 1979/1980 | Herreneinzel | Hans Graeber (Motor Köpenick)                                                 |                                                                                     |                                                                               |                                                                                     |
| 1979/1980 | Damendoppel  |                                                                               |                                                                                     |                                                                               |                                                                                     |
| 1979/1980 | Dameneinzel  |                                                                               | Hildegard Gerhardt (Traktor Hoym)                                                   | Inge Päperer (Vekoma Bühlau)                                                  |                                                                                     |
| 1980/1981 | Mixed        | Hans Graeber / Gisela Thomasch (Motor Köpenick / KWO Berlin)                  | Roland Ahnert / Sigrid Ahnert (Chemie Karl-Marx-Stadt)                              | -                                                                             | -                                                                                   |
| 1980/1981 | Dameneinzel  | Inge Päperer (Vekoma Bühlau)                                                  | Hildegard Gerhardt (Traktor Hoym)                                                   | Sigrid Ahnert (Chemie Karl-Marx-Stadt)                                        | -                                                                                   |
| 1980/1981 | Herrendoppel | Hans Lincke / Fritz Wackwitz (Aufbau Leipzig / Dynamo Leipzig)                | Michael Billmann / Wilhelm Gerner (Fortschritt Eibau / ZSG Seifhennersdorf)         | -                                                                             | -                                                                                   |
| 1980/1981 | Herreneinzel | Heinz Braasch (Demmin)                                                        | Hans Graeber (Motor Köpenick)                                                       | Roland Ahnert (Chemie Karl-Marx-Stadt)                                        | Hans Mushak (Plasticart Annaberg-Buchholz)                                          |
| 1981/1982 | Herrendoppel | Hans-Rudi Pietsch / Hans Graeber (Einheit Rathenow / Motor Köpenick)          | Roland Ahnert / Hans Mushak (Chemie Karl-Marx-Stadt / Plasticard Annaberg-Buchholz) | Michael Billmann / Willi Gerner (Fortschritt Eibau / Seifhennersdorf)         | Heinz Braasch / Günther Stärk (Aufbau Demmin / HSG DHfK Leipzig)                    |
| 1981/1982 | Herreneinzel | Hans Mushak (Plasticard Annaberg-Buchholz)                                    | Heinz Braasch (Aufbau Demmin)                                                       | Hans-Rudi Pietsch (Einheit Rathenow)                                          | Heinz Heese (Pentacon Görlitz)                                                      |
| 1981/1982 | Dameneinzel  | Hilde Gerhardt (Traktor Hoym)                                                 | Inge Päperer (Vekoma Bühlau)                                                        | Gisela Thomas (KWO Berlin)                                                    | Ursula Tzschirich (Traktor Doberlug-Kirchhain)                                      |
| 1981/1982 | Mixed        | Hans Graeber / Gisela Thomasch (Motor Köpenick / KWO Berlin)                  | Herbert Tzschirich / Ursula Tzschirich (Traktor Doberlug-Kirchhain)                 | -                                                                             | -                                                                                   |
| 1982/1983 | Dameneinzel  | Susi Spiegel (Dynamo Heyrothsberge)                                           | Hildegard Gerhardt (Traktor Hoym)                                                   | Gisela Thomasch (KWO Berlin)                                                  | -                                                                                   |
| 1982/1983 | Mixed        | Hans-Rudi Pietsch / Hilde Gerhardt (Einheit Rathenow / Traktor Hoym)          | Hans Graeber / Gisela Thomasch (Motor Köpenick / KWO Berlin)                        | -                                                                             | -                                                                                   |
| 1982/1983 | Herrendoppel | Hans Mushak / Heinz Braasch (Plasticard Annaberg-Buchholz / Aufbau Demmin)    | Hans-Rudi Pietsch / Hans Graeber (Einheit Rathenow / Motor Köpenick)                | Werner Osterland / Roland Ahnert (Lok Magdeburg / Karl-Marx-Stadt)            | Heinz Heese / Rudolf Päperer (Pentacon Görlitz / Vekoma Bühlau)                     |
| 1982/1983 | Herreneinzel | Heinz Braasch (Aufbau Demmin)                                                 | Hans Mushak (Plasticard Annaberg-Buchholz)                                          | Hans Graeber (Motor Köpenick)                                                 | Heinz Heese (Pentacon Görlitz)                                                      |
| 1983/1984 | Mixed        | Joseph Zimmer / Susi Spiegel (Lok Pritzwalk / Dynamo Heyrothsberge)           | Rudolf Päperer / Inge Päperer (Vekoma Bühlau)                                       | Hans-Rudi Pietsch / Hildegard Gerhardt (Einheit Rathenow / Traktor Hoym)      | Hans Graeber / Gisela Thomasch (Motor Köpenick / KWO Berlin)                        |
| 1983/1984 | Herreneinzel | Heinz Braasch (Aufbau Demmin)                                                 | Joseph Zimmer (Lok Pritzwalk)                                                       | Hans Mushak (Plasticard Annaberg-Buchholz)                                    | Hans Graeber (Motor Köpenick)                                                       |
| 1983/1984 | Damendoppel  | Susi Spiegel / Hildegard Gerhardt (Dynamo Heyrothsberge / Traktor Hoym)       | Inge Päperer / Margot Kohlsche (Vekoma Bühlau / Lok Dresden)                        | -                                                                             | -                                                                                   |
| 1983/1984 | Dameneinzel  | Susi Spiegel (Dynamo Heyrothsberge)                                           | Hildegard Gerhardt (Traktor Hoym)                                                   | Margot Kohlsche (Lok Dresden)                                                 | Inge Päperer (Vekoma Bühlau)                                                        |
| 1983/1984 | Herrendoppel | Heinz Braasch / Joseph Zimmer (Aufbau Demmin / Lok Pritzwalk)                 | Hans-Rudi Pietsch / Hans Graeber (Einheit Rathenow / Motor Köpenick)                | Hans Mushak / Werner Osterland (Plasticard Annaberg-Buchholz / Lok Magdeburg) | Hans Kruschwitz / Günther Stärk (HSG DHfK Leipzig)                                  |
| 1984/1985 | Herreneinzel | Heinz Braasch (Aufbau Demmin)                                                 | Joseph Zimmer (Lok Pritzwalk)                                                       | Hans Kruschwitz (HSG DHfK Leipzig)                                            | Horst Iske (HSG DHfK Leipzig)                                                       |
| 1984/1985 | Mixed        | Joseph Zimmer / Susi Spiegel (Lok Pritzwalk / Dynamo Heyrothsberge)           | Hans-Rudi Pietsch / Hildegard Gerhardt (Einheit Rathenow / Traktor Hoym)            | Rudolf Päperer / Inge Päperer (Vekoma Bühlau)                                 |                                                                                     |
| 1984/1985 | Dameneinzel  | Susi Spiegel (Dynamo Heyrothsberge)                                           | Hilde Gerhardt (Traktor Hoym)                                                       | Sigrid Ahnert (Chemie Karl-Marx-Stadt)                                        | Inge Päperer (Vekoma Bühlau)                                                        |
| 1984/1985 | Herrendoppel | Joseph Zimmer / Heinz Braasch (Lok Pritzwalk / Aufbau Demmin)                 | Waldo Bellmann / Horst Iske (Wissenschaft freiberg / HSG DHfK Leipzig)              | Hans Kruschwitz / Günther Stärk (HSG DHfK Leipzig)                            | Hans-Rudi Pietsch / Hans Graeber (Einheit Rathenow / Motor Köpenick)                |
| 1984/1985 | Damendoppel  | Susi Spiegel / Hilde Gerhardt (Dynamo Heyrothsberge / Traktor Hoym)           | Inge Päperer / Margot Kohlsche (Vekoma Bühlau / Lok Dresden)                        | Sigrid Ahnert / Erika Neefe (Chemie Karl-Marx-Stadt / HSG DHfK Leipzig)       |                                                                                     |
| 1985/1986 | Herreneinzel | Heinz Braasch (Aufbau Demmin)                                                 | Horst Iske (HSG DHfK Leipzig)                                                       | Joseph Zimmer (Lok Pritzwalk)                                                 | Rolf Helfricht (Wissenschaft Freiberg)                                              |
| 1985/1986 | Mixed        | Joseph Zimmer / Susi Spiegel (Lok Pritzwalk / Dynamo Heyrothsberge)           | Rolf Helfricht / Sigrid Ahnert (Wissenschaft Freiberg / Chemie Karl-Marx-Stadt)     | Rudolf Päperer / Inge Päperer (Vekoma Bühlau)                                 | Hans-Rudi Pietsch / Hildegard Gerhardt (Einheit Rathenow / Traktor Hoym)            |
| 1985/1986 | Damendoppel  | Susi Spiegel / Hildegard Gerhardt (Dynamo Heyrothsberge / Traktor Hoym)       | Inge Päperer / Margot Kohlsche (Vekoma Bühlau / Lok Dresden)                        | Sigrid Ahnert / Erika Neefe (Chemie Karl-Marx-Stadt / HSG DHfK Leipzig)       | Gisela Thomasch / Inge Jenkel (KWO Berlin / Lok Stahlbau Dessau)                    |
| 1985/1986 | Herrendoppel | Joseph Zimmer / Heinz Braasch (Lok Pritzwalk / Aufbau Demmin)                 | Waldo Bellmann / Horst Iske (Wissenschaft Freiberg / HSG DHfK Leipzig)              | Hans Kruschwitz / Günther Stärk (HSG DHfK Leipzig)                            | Heinz Heese / Michael Billmann (Pentacon Görlitz / Fortschritt Eibau)               |
| 1985/1986 | Dameneinzel  | Susi Spiegel (Dynamo Heyrothsberge)                                           | Hildegard Gerhardt (Traktor Hoym)                                                   | Erika Neefe (HSG DHfK Leipzig)                                                | Sigrid Ahnert (Chemie Karl-Marx-Stadt)                                              |
| 1986/1987 | Herrendoppel | Dietrich Kölling / Rolf Helfricht (Medizin Luckau / Wissenschaft Freiberg)    | Joseph Zimmer / Heinz Braasch (Lok Pritzwalk / Aufbau Demmin)                       | Rudolf Päperer / Hans Graeber (Vekoma Bühlau / Motor Köpenick)                | Waldo Bellmann / Horst Iske (Wissenschaft Freiberg / HSG DHfK Leipzig)              |
| 1986/1987 | Mixed        | Joseph Zimmer / Susi Spiegel (Lok Pritzwalk / Dynamo Heyrothsberge)           | Heinz Braasch / Edith Böttge (Aufbau Demmin / Turbine Potsdam)                      | Gerhard Rinke / Hildegard Gerhard (Empor Zerbst / Traktor Hoym)               | Rudolf Päperer / Inge Päperer (Vekoma Bühlau)                                       |
| 1986/1987 | Damendoppel  | Susi Spiegel / Hildegard Gerhard (Dynamo Heyrothsberge / Traktor Hoym)        | Gisela Lorenz / Inge Jenkel (KWO Berlin / Lok Stahlbau Dessau)                      | Ingeborg Beinert / Edith Böttge (Einheit Pädagogik Leipzig / Turbine Potsdam) |                                                                                     |
| 1986/1987 | Herreneinzel | Rolf Helfricht (Wissenschaft Freiberg)                                        | Horst Iske (HSG DHfK Leipzig)                                                       | Dietrich Kölling (Medizin Luckau)                                             | Heinz Braasch (Aufbau Demmin)                                                       |
| 1986/1987 | Dameneinzel  | Susi Spiegel (Dynamo Heyrothsberge)                                           | Ingeborg Beinert (Einheit Pädagogik Leipzig)                                        | Gisela Lorenz (KWO Berlin)                                                    | Rita König (Lok Dresden)                                                            |
| 1987/1988 | Mixed        | Hans Ruckenbrodt / Christa Neitzsch (Medizin Markkleeberg / HSG DHfK Leipzig) | Horst Iske / Ingeborg Beinert (HSG DHfK Leipzig / Einheit Pädagogik Leipzig)        | Rolf Helfricht / Susi Spiegel (Wissenschaft Freiberg / Dynamo Heyrothsberge)  | Heinz Braasch / Edith Böttge (Aufbau Demmin / Turbine Potsdam)                      |
| 1987/1988 | Damendoppel  | Christa Neitzsch / Susi Spiegel (HSG DHfK Leipzig / Magdeburg)                | Ingeborg Beinert / Edith Böttge (Einheit Pädagogik Leipzig / Turbine Potsdam)       | Christel Hass / Gisela Lorenz (Berlin / KWO Berlin)                           |                                                                                     |
| 1987/1988 | Herrendoppel | Rolf Helfricht / Heinz Braasch (Wissenschaft Freiberg / Aufbau Demmin)        | Hans Ruckenbrodt / Heinz Beinert (Medizin Markkleeberg / Einheit Pädagogik Leipzig) | Gerhard Rinke / Siegfried Streit (Empor Zerbst / Traktor Hoym)                | Horst Iske / Waldo Bellmann (HSG DHfK Leipzig / Wissenschaft Freiberg)              |
| 1987/1988 | Herreneinzel | Hans Ruckenbrodt (Medizin Merkleebrg)                                         | Rolf Helfricht (Wissenschaft Freiberg)                                              | Horst Iske (HSG DHfK Leipzig)                                                 | Heinz Braasch (Aufbau Demmin)                                                       |
| 1987/1988 | Dameneinzel  | Christa Neitzsch (HSG DHfK Leipzig)                                           | Ingeborg Beinert (Einheit Pädagogik Leipzig)                                        | Susi Spiegel (Dynamo Heyrothsberge)                                           | Gisela Lorenz (KWO Berlin)                                                          |
| 1988/1989 | Mixed        | Hans Ruckenbrodt / Christa Neitzsch (Medizin Markkleeberg / HSG DHfK Leipzig) | Rolf Helfricht / Susi Spiegel (Wissenschaft Freiberg / Dynamo Heyrothsberge)        | Michael Billmann / Ruth Fehrmann (Fortschritt Eibau / Einheit Riesa)          | Heinz Braasch / Edith Böttge (Aufbau Demmin / Turbine Potsdam)                      |
| 1988/1989 | Damendoppel  | Christa Neitzsch / Susi Spiegel (HSG DHfK Leipzig / Dynamo Heyrothsberge)     | Christel Hass / Gisela Lorenz (Berlin / KWO Berlin)                                 | Inge Päperer / Ruth Fehrmann (Vekoma Bühlau / Einheit Riesa)                  | Erika Roscher / Edith Böttge (Wissenschaft Freiberg / Turbine Potsdam)              |
| 1988/1989 | Dameneinzel  | Christa Neitzsch (HSG DHfK Leipzig)                                           | Susi Spiegel (Dynamo Heyrothsberge)                                                 | Gisela Lorenz (KWO Berlin)                                                    | Christel Hass (Berlin)                                                              |
| 1988/1989 | Herreneinzel | Rolf Helfricht (Wissenschaft Freiberg)                                        | Heinz Braasch (Aufbau Demmin)                                                       | Hans Ruckenbrodt (Medizin Markkleeberg)                                       | Horst Iske (HSG DHfK Leipzig)                                                       |
| 1988/1989 | Herrendoppel | Rolf Helfricht / Heinz Braasch (Wissenschaft Freiberg / Aufbau Demmin)        | Gert Marhold / Hans Kruschwitz (HSG DHfK Leipzig)                                   | Horst Iske / Waldo Bellmann (HSG DHfK Leipzig / Wissenschaft Freiberg)        | Hans Ruckenbrodt / Heinz Beinert (Medizin Markkleeberg / Einheit Pädagogik Leipzig) |
| 1989/1990 | Mixed        | Hans Ruckenbrodt / Christa Neitzsch (Medizin Markkleeberg / HSG DHfK Leipzig) | Rolf Helfricht / Susi Spiegel (Wissenschaft Freiberg / Dynamo Heyrothsberge)        | Heinz Braasch / Edith Böttge (Aufbau Demmin / Turbine Potsdam)                | Waldo Bellmann / Ute Bellmann (Wissenschaft Freiberg)                               |
| 1989/1990 | Dameneinzel  | Susi Spiegel (Dynamo Heyrothsberge)                                           | Christa Neitzsch (HSG DHfK Leipzig)                                                 | Christa Hühnerkopf (Chemie Chemnitz)                                          | Edith Böttge (Turbine Potsdam)                                                      |
| 1989/1990 | Herrendoppel | Gert Marhold / Hans Kruschwitz (HSG DHfK Leipzig)                             | Hans Ruckenbrodt / Dietrich Kölling (Medizin Markkleeberg / Medizin Luckau)         | Heinz Braasch / Rolf Helfricht (Aufbau Demmin / Wissenschaft Freiberg)        | Horst Iske / Waldo Bellmann (HSG DHfK Leipzig / Wissenschaft Freiberg)              |
| 1989/1990 | Herreneinzel | Hans Ruckenbrodt (Medizin Markkleeberg)                                       | Wolfgang von Wilcke (Motor KfL Malchin)                                             | Ingo Israel (Lok Mitte Leipzig)                                               | Horst Iske (HSG DHfK Leipzig)                                                       |
| 1989/1990 | Damendoppel  | Christa Neitzsch / Susi Spiegel (HSG DHfK Leipzig / Dynamo Heyrothsberge)     | Ute Bellmann / Christa Hühnerkopf (Wissenschaft Freiberg / Chemie Chemnitz)         | Christel Hass / Edith Böttge (Berlin / Turbine Potsdam)                       | -                                                                                   |